# Liste der Kulturdenkmale in Freiberg-Altstadt, A–K
In der Liste der Kulturdenkmale in Freiberg-Altstadt, A–K sind die Kulturdenkmale des Freiberger Stadtteils Freiberg-Altstadt verzeichnet, die bis Januar 2023 vom Landesamt für Denkmalpflege Sachsen erfasst wurden (ohne archäologische Kulturdenkmale) und deren Anschrift mit den entsprechenden Anfangsbuchstaben beginnt. Die Anmerkungen sind zu beachten.
Diese Aufzählung ist eine Teilmenge der Liste der Kulturdenkmale in Freiberg.

## Freiberg-Altstadt, A–K
| Bild                                    | Bezeichnung | Lage | Datierung | Beschreibung | ID       |
| --------------------------------------- | --- | --- | --- | --- | -------- |
|                                         | Denkmalschutzgebiet Altstadt Freiberg (Vorschlag) | (Altstadt) (Karte)                                                                                                 | Ab 1484 | Denkmalschutzgebiet Altstadt Freiberg (Vorschlag) | 09299948 |
|                                         | Wohnhaus in Ecklage und geschlossener Bebauung | Akademiestraße 1 (Karte)                                                                                           | 2. Hälfte 19. Jahrhundert | Breit gelagerter Putzbau mit ausgebautem Walmdach, stadtentwicklungsgeschichtlich und als Teil der unverwechselbaren Achse Burgstraße und Freudenstein städtebaulich bedeutend, seit 2019 zugehörig zur Kernzone des UNESCO-Welterbes Montanregion Erzgebirge/Krušnohoří | 09205886 |
|                                         | Wohnhaus in Ecklage und geschlossener Bebauung | Akademiestraße 2 (Karte)                                                                                           | Ende 18. Jahrhundert | Lang gestreckter barocker Putzbau mit axial gegliederter Fassade und zwei gestalterisch hervorgehobenen Portalen, bau- und stadtentwicklungsgeschichtlich bedeutend, seit 2019 zugehörig zur Kernzone des UNESCO-Welterbes Montanregion Erzgebirge/Krušnohoří | 09200506 |
| Weitere Bilder                          | Wohnhaus in geschlossener Bebauung | Akademiestraße 3 (Karte)                                                                                           | Bezeichnet mit 1780 | Als weitgehend ursprünglich erhaltener barocker Putzbau mit geohrtem Segmentbogenportal und axialer Fassadengliederung bau- und stadtentwicklungsgeschichtlich bedeutend, seit 2019 zugehörig zur Kernzone des UNESCO-Welterbes Montanregion Erzgebirge/Krušnohoří | 09200474 |
|                                         | Wohnhaus in geschlossener Bebauung | Akademiestraße 5 (Karte)                                                                                           | Nach 1548 | Weitgehend original erhaltenes Bürgerhaus im Renaissancestil mit profilierten und architravierten Fenstergewänden und hohem Steildach, bau- und stadtentwicklungsgeschichtlich bedeutend, seit 2019 zugehörig zur Kernzone des UNESCO-Welterbes Montanregion Erzgebirge/Krušnohoří | 09200475 |
| Weitere Bilder                          | Gebäudegruppe bestehend aus straßenseitigem Vorderhaus, seitlicher Toreinfahrt mit Korbbogenportal sowie nördlichem Hintergebäude und östlichem Nebengebäude (Bergakademie) | Akademiestraße 6 (Karte)                                                                                           | Um 1530 (Kern); 1765 (Akademie); 1855 (Nebengebäude) | Repräsentative Anlage, das ursprünglich zweigeschossige Vordergebäude Wohnhaus des Oberberghauptmanns von Oppel (gest. 1769), dieses um die Mitte des 19. Jahrhunderts erweitert und umgestaltet, des Weiteren Wohnstätte des bedeutendsten Akademielehrers A. G. Werner von 1784–1817, östliches Nebengebäude mit Fachwerkobergeschoss und Klinkergliederung, im Vorderhaus Akademiestraße/Nonnengasse 1843 eingerichteter Karzer mit Ausmalungen. Gebäudekomplex orts-, personen- und wissenschaftsgeschichtlich bedeutend, als Standort des ersten Hochschullaboratoriums der Welt zudem von singulärer Bedeutung (Gedenktafel am Hintergebäude), seit 2019 zugehörig zur Kernzone des UNESCO-Welterbes Montanregion Erzgebirge/Krušnohoří. | 09200507 |
| Weitere Bilder                          | Wohnhaus (Thümerei), später Stadt- und Bergbaumuseum | Am Dom 1 (Karte)                                                                                                   | 1484–1488 | Repräsentativer Eckbau mit großem, neogotisch wiederhergestellten Blendnischengiebel zum Untermarkt, Treppenturm, versetztem spitzbogigen Stabwerkportal, reich profilierten Fenstergewänden und aufwändiger Innenausstattung, Gebäude des ehemaligen Domherrenhofes, baugeschichtlich, künstlerisch, kirchen-, orts- und stadtentwicklungsgeschichtlich bedeutend, auf Grund der gestalterischen Einzigartigkeit singulär, im Zusammenhang mit unverwechselbarem Ensemble des Untermarktes zudem von besonderer städtebaulicher Bedeutung, seit 2019 zugehörig zur Kernzone des UNESCO-Welterbes Montanregion Erzgebirge/Krušnohoři | 09200546 |
|                                         | Wohnhaus in geschlossener Bebauung (Rektorat) | Am Dom 2 (Karte)                                                                                                   | Um 1488 | Markanter Bau mit Blendnischengiebel, Spitzbogenportal und Treppenturm, Erdgeschoss zellengewölbt, Gebäude des ehemaligen Domherrenhofes, künstlerisch, bau-, kirchen-, orts- und stadtentwicklungsgeschichtlich wertvoll, zudem von singulärer Bedeutung (z. B. Seltenheitswert des Zellengewölbes), seit 2019 zugehörig zur Kernzone des UNESCO-Welterbes Montanregion Erzgebirge/Krušnohoří | 09200545 |
|                                         | Wohnhaus in geschlossener Bebauung | Am Dom 3 (Karte)                                                                                                   | Um 1490 | Gebäude des ehemaligen Domherrenhofs, im Kern wohl spätgotischer Bau, der vor allem im 18. Jahrhundert überformt wurde, mit klar gegliederter Fassade, Steildach und geohrtem Segmentbogenportal, bau-, kirchen-, orts- und stadtentwicklungsgeschichtlich bedeutend, seit 2019 zugehörig zur Kernzone des UNESCO-Welterbes Montanregion Erzgebirge/Krušnohoří | 09200743 |
|                                         | Wohnhaus in geschlossener Bebauung | Am Dom 4 (Karte)                                                                                                   | Vor 1490 | Gebäude des ehemaligen Domherrenhofs, repräsentativ mit spätgotischen Vorhangbogenfenstern und Steildach, im Innern wertvolle Substanz, künstlerisch, bau-, kirchen-, orts- und stadtentwicklungsgeschichtlich bedeutend, seit 2019 zugehörig zur Kernzone des UNESCO-Welterbes Montanregion Erzgebirge/Krušnohoří | 09200742 |
| Weitere Bilder                          | Dom St. Marien mit Ausstattung, Annenkapelle im Nordwesten, Begräbniskapelle der Familie von Schönberg, sogenannter Grüner Friedhof mit Kreuzgängen südlich und westlich des Kirchenbaus, 20 Grabmalen und Einfriedung mit Pforte im Norden und Eisengittern zum Untermarkt                                                                                          | Am Dom 7 (Karte)                                                                                                   | Um 1225–1230 (Dom); um 1500/05 (13 Apostel); um 1505 (Tulpenkanzel); 1560 (Altartafel mittig); um 1620 (Altarkruzifix); 1638 (Bergmannskanzel); 1649 (Hauptaltar); 1714 (Große Silbermannorgel); 1718–1719 (Kleine Silbermannorgel) | Dombau mit Chor, durch Nebenräume im Norden und Süden bereichert, dreischiffigem Langhaus, zwei unregelmäßigen Westtürmen und Schutzbau für Goldene Pforte, dazu reiche, einzigartige Ausstattung, Goldene Pforte eines der frühesten und reichsten Figurengewändeportale Mitteleuropas, Dom eine der frühesten obersächsischen spätgotischen Hallenkirchen Sachsens, Chor Grabkirche der albertinischen Wettiner von 1541–1694, „Fürstengruft“ Glanzstück des europäischen Spätmanierismus, Anlage des Doms einmaliges Zeugnis christlichen Glaubens und künstlerischen Empfindens aus vergangenen Zeiten, baugeschichtlich, kunstgeschichtlich, künstlerisch, geschichtlich und stadtbildprägend von Bedeutung, seit 2019 zugehörig zur Kernzone des UNESCO-Welterbes Montanregion Erzgebirge/Krušnohoří | 09200542 |
|                                         | Stallgebäude (Ratsmarstall) | Am Marstall 4 (Karte)                                                                                              | Nach 1485 (nördlicher Kernbau) | Markantes, breit gelagertes Gebäude mit Steildach (an einer Seite leicht abgewalmt), zum ehemaligen städtischen Marstall gehörig, bau-, orts- und stadtentwicklungsgeschichtlich bedeutend, seit 2019 zugehörig zur Kernzone des UNESCO-Welterbes Montanregion Erzgebirge/Krušnohoří | 09200688 |
|                                         | Bruchsteinmauer | Am Mühlgraben (Karte)                                                                                              | 18./19. Jahrhundert | Ortsbildprägend bzw. landschaftsgestalterisch bedeutend (Stadtlandschaft), seit 2019 zugehörig zur Kernzone des UNESCO-Welterbes Montanregion Erzgebirge/Krušnohoří | 09200568 |
|                                         | Schulgebäude (Kreuzschule, Silbermannschule) | Am Mühlgraben 1 (Karte)                                                                                            | 1903 | Repräsentativer Bau mit reicher Fassadendekoration aus historisierendem Formengut und Jugendstilelementen, gestalterisch aufwändiges Bauwerk des beginnenden 20. Jahrhunderts von baugeschichtlichem Wert sowie ortsgeschichtlich bedeutend als historische Freiberger Schule, zudem stadtentwicklungsgeschichtlich von Belang, seit 2019 zugehörig zur Kernzone des UNESCO-Welterbes Montanregion Erzgebirge/Krušnohoří | 09200569 |
|                                         | Gerberhaus | Am Mühlgraben 23, 25 (Karte)                                                                                       | 18. Jahrhundert | Heute zwei Gebäude, charakteristischer Bau mit vorkragendem Obergeschoss und Steildach, bau-, sozial- und stadtentwicklungsgeschichtlich bedeutend, seit 2019 zugehörig zur Kernzone des UNESCO-Welterbes Montanregion Erzgebirge/Krušnohoří | 09200710 |
|                                         | Pfarrhaus | An der Nikolaikirche 1 (Karte)                                                                                     | Um 1600 | Markanter Bau der Renaissance und des Barock, städtebaulich wichtig (Blick aus Nikolaigasse), bau-, orts- und stadtentwicklungsgeschichtlich bedeutend, seit 2019 zugehörig zur Kernzone des UNESCO-Welterbes Montanregion Erzgebirge/Krušnohoří | 09200667 |
| Weitere Bilder                          | Nikolaikirche mit Ausstattung | An der Nikolaikirche 3 (Karte)                                                                                     | Um 1200 (Kirche); 1716 (Grabmal); 1752 (Kanzel und Altar); 1845 (Orgelprospekt) | Spätgotischer Sakralbau bestehend aus Langhaus, gotischem Chor, zwei romanischen Westtürmen (um 1530 erhöht) und Sakristei mit Netzrippengewölbe, zu einem protestantischen Emporensaal umgebaut, einschließlich Ausstattung, einzigartiges Zeugnis der Kirchenbaukunst von der Romanik bis zum Barock, zudem eines der bedeutendsten Kulturdenkmale Freibergs, künstlerisch, bau-, kirchen-, orts- und stadtentwicklungsgeschichtlich bedeutend sowie singulär, seit 2019 zugehörig zur Kernzone des UNESCO-Welterbes Montanregion Erzgebirge/Krušnohoří | 09200735 |
|                                         | Stützmauer | Aschegasse (Karte)                                                                                                 | 18./19. Jahrhundert | Bruchsteinmauer als Grundstücksbegrenzung entlang der Aschegasse und der im rechten Winkel befindlichen Gerbergasse, straßenbildprägend von Bedeutung, seit 2019 zugehörig zur Kernzone des UNESCO-Welterbes Montanregion Erzgebirge/Krušnohoří | 09200640 |
|                                         | Wohnhaus in geschlossener Bebauung | Aschegasse 3 (Karte)                                                                                               | Um 1570 | Renaissancebau, später überformt, bau- und stadtentwicklungsgeschichtlich bedeutend, seit 2019 zugehörig zur Kernzone des UNESCO-Welterbes Montanregion Erzgebirge/Krušnohoří | 09200639 |
|                                         | Wohnhaus in geschlossener Bebauung | Aschegasse 4 (Karte)                                                                                               | 1. Viertel 19. Jahrhundert | Putzbau mit Segmentbogenportal, Satteldach, bau- und stadtentwicklungsgeschichtlich von Bedeutung, seit 2019 zugehörig zur Kernzone des UNESCO-Welterbes Montanregion Erzgebirge/Krušnohoří | 09200638 |
|                                         | Wohnhaus in geschlossener Bebauung | Bäckergäßchen 4 (Karte)                                                                                            | Um 1800 | Charakteristisches Bergarbeiterhaus, zweigeschossig mit Satteldach, belebt durch Sandsteingewände und Klappläden, bau-, orts- und stadtentwicklungsgeschichtlich bedeutend, seit 2019 zugehörig zur Kernzone des UNESCO-Welterbes Montanregion Erzgebirge/Krušnohoří | 09200902 |
|                                         | Promenadenring (Sachgesamtheit) | Bebelplatz (Platz der Oktoberopfer, Schillerstraße, Wallstraße, Leipziger Straße, verschiedene Flurstücke) (Karte) | Ab 1784 (Promenade); 1894 (Freitreppe, Bereiche des Albertparks und Springbrunnen) | Sachgesamtheit Promenadenring mit folgenden Einzeldenkmalen: Stadtmauer einschließlich neun erhaltenen Türmen und zwei nach innen gewendeten Gebäude (siehe 09200624, 09305709, 09200731 und 09200732), Schwedendenkmal (siehe 09201005), Thälmann-Denkmal (siehe 09201000), Kreuzbrunnen (siehe 09201004), Hornbrunnen (siehe 09306956), Peter-Schmohl-Ruine (siehe 09200995), Betsäule (siehe 09201003), Kriegerdenkmal (siehe 09200800), Wernerdenkmal (siehe 09201002), Winklerdenkmal (siehe 09201001), Gedenkstein für Oktoberopfer (siehe 09200961) sowie mit vollständig erhaltener Grünanlage aus Wegesystem und Bepflanzung auf den mittelalterlichen Wallanlagen vor der Stadtmauer (Ringmauer), um die Altstadt verlaufend und die westlich vorgelagerten Stauteiche (erstmals 1813 genannt) einbeziehend, dazu Bereich des Albertparks mit Freitreppe und Springbrunnen neobarock gestaltet (1894, Gartendenkmale), des Weiteren Säule mit Mosaikgestaltung, Reste der Claus-Grotte, Neubau eines historischen Pavillons und Postament des Sängerfestdenkmals (Sachgesamtheitsteile), eine der bemerkenswertesten Anlagen dieser Art in Sachsen, Stadtmauer gehört zu den am besten erhaltenen im Lande, vor allem künstlerisch und ortsgeschichtlich bedeutend, seit 2019 zugehörig zur Kernzone und Pufferzone des UNESCO-Welterbes Montanregion Erzgebirge/Krušnohoří | 09200740 |
|                                         | Schwedendenkmal (Einzeldenkmal der Sachgesamtheit 09200740) | Bebelplatz (Karte)                                                                                                 | 1843 | Einzeldenkmal der Sachgesamtheit Promenadenring; aufwändiges Monument in neogotischen Formen, über oktogonalem Grundriss errichtet, mit reichem figuralem und ornamentalem Schmuck, Unterbau und Aufsatz von Zinnenkränzen bekrönt, baugeschichtlich, künstlerisch, kunsthistorisch und ortsgeschichtlich bedeutend, als reichstes Denkmal von Freiberg und eines der bemerkenswertesten neogotischen Denkmale von Sachsen singulär (vgl. mit Cholerabrunnen in Dresden), seit 2019 zugehörig zur Pufferzone des UNESCO-Welterbes Montanregion Erzgebirge/Krušnohoří | 09201005 |
|                                         | Kriegerdenkmal für die Gefallenen des Ersten Weltkrieges (Einzeldenkmal der Sachgesamtheit 09200740) | Bebelplatz (Karte)                                                                                                 | 1921 | Einzeldenkmal der Sachgesamtheit Promenadenring; expressionistisch gestaltete Anlage für das Jägerbataillon 26, ursprünglich mit zwei aufgesetzten Plastiken, künstlerisch, ortsgeschichtlich und militärhistorisch bedeutend, seit 2019 zugehörig zur Pufferzone des UNESCO-Welterbes Montanregion Erzgebirge/Krušnohoří | 09200800 |
|                                         | Villa | Bebelplatz 2 (Karte)                                                                                               | Um 1910 | Bau in zeittypischen Formen des frühen 20. Jahrhunderts, einst Wohngebäude des Brauereidirektors, bau-, orts- und stadtentwicklungsgeschichtlich bedeutend | 09200802 |
|                                         | Wohnhaus in offener Bebauung | Berggasse 3 (Karte)                                                                                                | 1534/1555 | Charakteristisches Kleinbürgerhaus der Freiberger Unterstadt mit Renaissancegewänden, hohem Steildach und markantem Portal, bau- und hausgeschichtlich von Bedeutung, seit 2019 zugehörig zur Kernzone des UNESCO-Welterbes Montanregion Erzgebirge/Krušnohoří | 09200629 |
|                                         | Wohnhaus in offener Bebauung (sogenanntes Kartoffelhaus) | Berggasse 7 (Karte)                                                                                                | 16./17. Jahrhundert | Obergeschoss Fachwerk verbrettert, weitgehend original erhaltenes Kleinbürgerhaus im Jacobiviertel, mit markantem Rundbogenportal und Steildach, bau- und stadtentwicklungsgeschichtlich bedeutend, seit 2019 zugehörig zur Kernzone des UNESCO-Welterbes Montanregion Erzgebirge/Krušnohoří | 09200777 |
|                                         | Zwei Schlusssteine an der Fassade und ein Portal im Inneren des nordwestlichen Gebäude des Grundstücks | Borngasse 1 (Karte)                                                                                                | Um 1500 (spitzbogiges Portal); bezeichnet mit 1831, zur Weingasse (Schlussstein) | Ein Schlussstein zur Borngasse, bezeichnet mit „CE 1831“, ein Schlussstein zur Weingasse, bezeichnet mit „CFEE“ sowie ein wiederverwendetes spätgotisches Portal im Innern des Gebäudes, baugeschichtlich und künstlerisch bedeutend, seit 2019 zugehörig zur Kernzone des UNESCO-Welterbes Montanregion Erzgebirge/Krušnohoří | 09200665 |
| Weitere Bilder                          | Theater mit Ausstattung | Borngasse 1 (Karte)                                                                                                | 1789 | Östliches Gebäude des Grundstücks Borngasse 1, mit Bühne, Zuschauerraum, Foyer, Garderoben, Erfrischungsraum, Requisitenkammer, Schauspielergarderoben, Probenräumen, Geschäftszimmern usw., ursprünglich repräsentatives Bürgerhaus von 1623, 1789 zum Theater umgebaut, weiterer Ausbau 1880 und 1896–1897, heutige Gestalt des rechteckigen zwei-bis dreigeschossigen Gebäudekomplexes mit Satteldach und übergiebeltem, neoklassizistischem Portikus zum Buttermarkt vor allem aus den 1950er Jahren, Zuschauerraum als Rangtheater mit markanter Plafondgestaltung 1880, von baugeschichtlichem und künstlerischem Wert, durch mehrere Ereignisse auch bedeutsam für Theatergeschichte, seit 2019 zugehörig zur Kernzone des UNESCO-Welterbes Montanregion Erzgebirge/Krušnohoří | 09200734 |
|                                         | Wohnhaus in geschlossener Bebauung | Borngasse 1 (Karte)                                                                                                | Bezeichnet mit 1570 | Südwestliches Gebäude des Grundstücks Borngasse 1, markantes Barockgebäude mit Segmentbogenportal, im Innern noch Substanz aus dem 16. Jahrhundert, Teile des Kellers heute Gaststätte (Theaterkeller), bau- und stadtentwicklungsgeschichtlich bedeutend, seit 2019 zugehörig zur Kernzone des UNESCO-Welterbes Montanregion Erzgebirge/Krušnohoří | 09200381 |
|                                         | Wohnhaus in geschlossener Bebauung | Borngasse 2 (Karte)                                                                                                | 18. Jahrhundert | Zweigeschossiger Putzbau mit Drempel, Ladenzone/Schaufensterfront Ende 19. Jahrhundert, im Innern bemerkenswerte Substanz, u. a. Eingangsbereich mit Tonnengewölbe, bau- und stadtentwicklungsgeschichtlich bedeutend, seit 2019 zugehörig zur Kernzone des UNESCO-Welterbes Montanregion Erzgebirge/Krušnohoří | 09200383 |
|                                         | Wohnhaus in Ecklage und geschlossener Bebauung | Borngasse 4 (Karte)                                                                                                | 16. Jahrhundert, später überformt | Markanter Bau mit hohem Walmdach, bau- und stadtentwicklungsgeschichtlich bedeutend, seit 2019 zugehörig zur Kernzone des UNESCO-Welterbes Montanregion Erzgebirge/Krušnohoří | 09200382 |
| Direkt Bild zu diesem Denkmal hochladen | Gewölbekeller | Borngasse 6 (Karte)                                                                                                | 15./16. Jahrhundert | Zwei tonnengewölbte Keller aus in Lehm verlegten Gneisbruchsteinen und ein aus Ziegelmauerwerk bestehender, überwölbter Gang, ortsgeschichtlich bedeutend, seit 2019 zugehörig zur Kernzone des UNESCO-Welterbes Montanregion Erzgebirge/Krušnohoří | 08992539 |
| Direkt Bild zu diesem Denkmal hochladen | Wohnhaus in geschlossener Bebauung, bemerkenswerter, älterer Keller | Borngasse 10 (Karte)                                                                                               | 16. Jahrhundert (Gebäudeteil und Keller); 2. Viertel 18. Jahrhundert (Wohnhaus) | Eines der wenigen, noch authentisch erhaltenen Bürgerhäuser des 18. Jahrhunderts in Freiberg, bau- und ortsgeschichtlich bedeutend, seit 2019 zugehörig zur Kernzone des UNESCO-Welterbes Montanregion Erzgebirge/Krušnohoří | 09306995 |
| Weitere Bilder                          | Wohnhaus in geschlossener Bebauung, mit seitlichem Anbau | Borngasse 14 (Karte)                                                                                               | 2. Hälfte 16. Jahrhundert | Im 18. Jahrhundert überformter Renaissancebau mit sechs profilierten Fenstergewänden aus der Entstehungszeit und späterem Segmentbogenportal, innen sehr alte Substanz, bau- und stadtentwicklungsgeschichtlich bedeutend, als Eckbau zudem wichtig für Ortsbild, seit 2019 zugehörig zur Kernzone des UNESCO-Welterbes Montanregion Erzgebirge/Krušnohoří | 09200380 |
|                                         | Wohnhaus in geschlossener Bebauung | Borngasse 15 (Karte)                                                                                               | Um 1600 | Charakteristisches Kleinbürgerhaus aus der Zeit um 1600, später überformt, bau- und stadtentwicklungsgeschichtlich bedeutend, seit 2019 zugehörig zur Kernzone des UNESCO-Welterbes Montanregion Erzgebirge/Krušnohoří | 09200790 |
| Weitere Bilder                          | Wohnhaus in geschlossener Bebauung | Borngasse 20 (Karte)                                                                                               | Bezeichnet mit 1610 | Im Kern aus dem 16. Jahrhundert stammendes Kleinbürgerhaus, wohl barock überformt, mit Sitznischenportal, baugeschichtlich, künstlerisch und stadtentwicklungsgeschichtlich bedeutend, seit 2019 zugehörig zur Kernzone des UNESCO-Welterbes Montanregion Erzgebirge/Krušnohoří | 09200499 |
|                                         | Mietshaus in Ecklage und geschlossener Bebauung | Brennhausgasse 1 (Karte)                                                                                           | Um 1890 | Qualitätvoller Historismusbau, bau- und stadtentwicklungsgeschichtlich wertvoll, im Zusammenhang mit Ensemble des Schloßplatzes zudem städtebaulich bedeutend, seit 2019 zugehörig zur Kernzone des UNESCO-Welterbes Montanregion Erzgebirge/Krušnohoří | 09200585 |
|                                         | Institut, bestehend aus fünf Häusern, dazu Gedenktafeln (Silberbrennhaus, Hofjägereigebäude) | Brennhausgasse 5, 5a (Karte)                                                                                       | Um 1550 (Institut); 1880 (Labor) | Mittlerer Kernbau das ehemalige Brennhaus und Hofjägereigebäude mit profilierten Fenstergewänden, hervorgehobenem Rundbogenportal und Satteldach, im Innern Eingangshalle mit Mittelsäule und Kreuzgewölbe, um 1550, zwei niedrigere historisierende westliche Häuser 1860 und 1921 (Nr. 5), zwei östliche Häuser darunter Labor von 1880 und Eckgebäude von 1898 (Nr. 5a), 1831–1954 Ort der Chemischen Institute der Bergakademie, in einem der Nebengebäude Winkler-Gedenkstätte mit historischem Laborinventar, bau-, orts-, personen-, technik- und wissenschaftsgeschichtlich bedeutend, zudem singulär (einzigartige Gestaltung der Halle), seit 2019 zugehörig zur Kernzone des UNESCO-Welterbes Montanregion Erzgebirge/Krušnohoří | 09200583 |
|                                         | Wohnhaus in offener Bebauung (Ledebur-Haus) | Brennhausgasse 8 (Karte)                                                                                           | 1526 (Dendro) | Charakteristisches Kleinbürgerhaus des 16. Jahrhunderts mit Stabwerkgewänden und Steildach, Wirkungsstätte von Adolf Ledebur (Gedenktafel), bau-, personen-, orts- und stadtentwicklungsgeschichtlich bedeutend, seit 2019 zugehörig zur Kernzone des UNESCO-Welterbes Montanregion Erzgebirge/Krušnohoří | 09200584 |
|                                         | Vierflügelanlage mit allen Gebäuden (Schönbergscher Hof) | Brennhausgasse 12 (Kirchgasse 15) (Karte)                                                                          | 1682 unter Verwendung älterer Bauteile | Schlichte, frühbarocke Anlage mit Innenhof, am rückwärtigen Gebäude runder Treppenturm, in Tordurchfahrt eindrucksvolle Kreuzgratgewölbe, markantes Rundbogentor, Wohnsitz der Oberberghauptmänner Abraham von Schönberg (gest. 1711) und von Trebra (gest. 1819), Besuch Goethes 1810 (Gedenktafel), künstlerisch, bau-, orts-, personen- (Erinnerungswert) und stadtentwicklungsgeschichtlich wertvoll, auf Grund der Ausstattung von singulärer Bedeutung, im Zusammenhang mit unverwechselbarem Straßenzug auch städtebaulich von Belang, seit 2019 zugehörig zur Kernzone des UNESCO-Welterbes Montanregion Erzgebirge/Krušnohoří | 09200536 |
| Weitere Bilder                          | Institutsgebäude (Gottlob-Werner-Bau) | Brennhausgasse 14 (Karte)                                                                                          | 1912–1914 | Markanter Bau mit reicher Dachlandschaft, repräsentativem Eingangsportal und einem Großteil der originalen Ausstattung, bau-, orts- und wissenschaftsgeschichtlich bedeutend, seit 2019 zugehörig zur Kernzone des UNESCO-Welterbes Montanregion Erzgebirge/Krušnohoří | 09200581 |
|                                         | Verwaltungs- und Geschäftshaus (Stadthaus) | Burgstraße 1 (Karte)                                                                                               | 3. Viertel 18. Jahrhundert | Repräsentatives viergeschossiges Gebäude mit markantem Dreiecksgiebel und zeittypischem Fassadenschmuck, als Zeugnis des Spätbarock architekturhistorisch bedeutsam, zumal sich der Charakter des streng vertikal gegliederten Baus mit sparsamer Verzierung trotz Umbaus zum Stadthaus im Jahre 1886 weitestgehend erhalten hat, darüber hinaus von orts- und stadtentwicklungsgeschichtlicher Bedeutung, seit 2019 zugehörig zur Kernzone des UNESCO-Welterbes Montanregion Erzgebirge/Krušnohoří | 09200328 |
|                                         | Wohnhaus in geschlossener Bebauung und Hinterhaus | Burgstraße 2 (Karte)                                                                                               | Vor 1724 (Hinterhaus); 18. Jahrhundert (Wohnhaus) | Bürgerhaus aus dem 18. Jahrhundert, bau- und stadtentwicklungsgeschichtlich bedeutend, seit 2019 zugehörig zur Kernzone des UNESCO-Welterbes Montanregion Erzgebirge/Krušnohoří | 09200342 |
|                                         | Wohnhaus in geschlossener Bebauung | Burgstraße 3 (Karte)                                                                                               | Bezeichnet mit 1542 (Wohnhaus); 1563 (zweiachsiger Anbau) | Städtebaulich wichtiges Eckgebäude als Pendant zum Renaissancehaus mit dem „Schönen Erker“, Substanz aus dem 16. Jahrhundert, darunter Gewände, auch bau- und stadtentwicklungsgeschichtlich bedeutend, seit 2019 zugehörig zur Kernzone des UNESCO-Welterbes Montanregion Erzgebirge/Krušnohoří | 09200329 |
|                                         | Wohnhaus in geschlossener Bebauung und Hinterhaus | Burgstraße 4 (Karte)                                                                                               | Vor 1724 (Hinterhaus); 18. Jahrhundert (Wohnhaus) | Bürgerhaus aus dem 18. Jahrhundert, mit historisierender Ladenzone, bau- und stadtentwicklungsgeschichtlich bedeutend, seit 2019 zugehörig zur Kernzone des UNESCO-Welterbes Montanregion Erzgebirge/Krušnohoří | 09200362 |
|                                         | Wohnhaus in geschlossener Bebauung und Ecklage (Schöne-Erker-Haus) | Burgstraße 5 (Karte)                                                                                               | Bezeichnet mit 1616–1617 | Dreigeschossiges reichgestaltetes Eckhaus mit Volutengiebel und manieristischer Fassadengestaltung u.a. dem Schönen Erker (als Eckerker gestaltet), bedeutendstes Freiberger Bürgerhaus aus der 1. Hälfte des 17. Jahrhunderts, mit der Fassadengestaltung zudem baukünstlerisch bemerkenswert in Sachsen, von baugeschichtlicher, künstlerischer, stadtentwicklungsgeschichtlicher und singulärer Bedeutung, im Zusammenhang mit Ensemble der Burgstraße außerdem städtebaulich von Belang, seit 2019 zugehörig zur Kernzone des UNESCO-Welterbes Montanregion Erzgebirge/Krušnohoří | 09200470 |
|                                         | Wohnhaus in geschlossener Bebauung und Hinterhaus | Burgstraße 6 (Karte)                                                                                               | 18. Jahrhundert | Bürgerhaus aus dem 18. Jahrhundert, spätere Ladenzone, bau- und stadtentwicklungsgeschichtlich bedeutend, seit 2019 zugehörig zur Kernzone des UNESCO-Welterbes Montanregion Erzgebirge/Krušnohoří | 09200607 |
|                                         | Wohnhaus in geschlossener Bebauung (Apotheke Zum Goldenen Löwen) | Burgstraße 7 (Karte)                                                                                               | 1616/1617 | Stattliches Bürgerhaus der Renaissance mit profilierten Fenstergewänden, Steildach und vereinfachtem Mittelerker von 1617, seit 1651 die 1595 begründete Apotheke „Zum Goldenen Löwen“, künstlerisch, bau-, orts- und stadtentwicklungsgeschichtlich bedeutend, im Zusammenhang mit Ensemble der Burgstraße zudem städtebaulich von Belang, seit 2019 zugehörig zur Kernzone des UNESCO-Welterbes Montanregion Erzgebirge/Krušnohoří | 09200471 |
|                                         | Wohnhaus in geschlossener Bebauung | Burgstraße 8 (Karte)                                                                                               | Bezeichnet mit 1736 | Sehr repräsentatives barockes Bürgerhaus, späterer Ladeneinbau, bau- und stadtentwicklungsgeschichtlich bedeutend, im Zusammenhang mit Ensemble der Burgstraße zudem städtebaulich von Belang, seit 2019 zugehörig zur Kernzone des UNESCO-Welterbes Montanregion Erzgebirge/Krušnohoří | 09200341 |
| Weitere Bilder                          | Wohnhaus in geschlossener Bebauung | Burgstraße 9 (Karte)                                                                                               | 1616/1617 | Stattliches Wohnhaus der Renaissance mit profilierten Fenstergewänden, Steildach und vereinfachtem Mittelerker von 1617, Wohnstätte des Dichters Novalis von 1797–1799 als Bergstudent (Inschrifttafel), baugeschichtlich, künstlerisch, personengeschichtlich (Erinnerungswert) und stadtentwicklungsgeschichtlich bedeutend, im Zusammenhang mit Ensemble der Burgstraße zudem städtebaulich von Belang, seit 2019 zugehörig zur Kernzone des UNESCO-Welterbes Montanregion Erzgebirge/Krušnohoří | 09200472 |
|                                         | Wohnhaus in geschlossener Bebauung und Hinterhaus | Burgstraße 10 (Karte)                                                                                              | Um 1527 | Bau- und stadtentwicklungsgeschichtlich bedeutsames Gebäude mit markantem Erker, dazu barockes Hintergebäude, seit 2019 zugehörig zur Kernzone des UNESCO-Welterbes Montanregion Erzgebirge/Krušnohoří | 09200331 |
|                                         | Wohnhaus in geschlossener Bebauung | Burgstraße 11 (Karte)                                                                                              | Um 1559 | Als im Jugendstil 1907 fantasievoll überformtes Gebäude aus dem 17. Jahrhundert (betrifft vor allem Fassade) von bau- und stadtentwicklungsgeschichtlichem sowie gewissem künstlerischem Wert, im Zusammenhang mit Ensemble der Burgstraße zudem städtebaulich bedeutend, seit 2019 zugehörig zur Kernzone des UNESCO-Welterbes Montanregion Erzgebirge/Krušnohoří | 09200473 |
|                                         | Wohnhaus in geschlossener Bebauung | Burgstraße 13 (Karte)                                                                                              | 1530/1532 | Charakteristisches Bürgerhaus des 16. Jahrhunderts mit spätgotischen Stabwerkgewänden und Steildach, baugeschichtlich, künstlerisch und stadtentwicklungsgeschichtlich bedeutend, im Zusammenhang mit Ensemble der Burgstraße zudem städtebaulich von Belang, seit 2019 zugehörig zur Kernzone des UNESCO-Welterbes Montanregion Erzgebirge/Krušnohoří | 09200508 |
|                                         | Wohnhaus in geschlossener Bebauung | Burgstraße 14 (Karte)                                                                                              | Bezeichnet mit 1619 | Markanter Eckbau mit Renaissancegewänden an Längs- und Giebelseite sowie Steildach, baugeschichtlich und stadtentwicklungsgeschichtlich bedeutend, an exponierter Stelle innerhalb des Ensembles der Burgstraße zudem städtebaulich von Belang und als einstiges Haus des Goldschmiedes Valerius Hessing (Inschrift) Dokument der Stadtgeschichte (ortsgeschichtlich bedeutsam), seit 2019 zugehörig zur Kernzone des UNESCO-Welterbes Montanregion Erzgebirge/Krušnohoří | 09200456 |
|                                         | Wohnhaus in geschlossener Bebauung | Burgstraße 15 (Karte)                                                                                              | 18. Jahrhundert | Weitgehend original erhaltener Bau aus dem 18. Jahrhundert mit aufwändigem Portal, bau- und stadtentwicklungsgeschichtlich bedeutend, seit 2019 zugehörig zur Kernzone des UNESCO-Welterbes Montanregion Erzgebirge/Krušnohoří | 09200509 |
|                                         | Wohnhaus in geschlossener Bebauung | Burgstraße 16 (Karte)                                                                                              | Bezeichnet mit 1561 | Im Kern Bürgerhaus des 16. Jahrhunderts, mit markantem Steildach, letzteres durch gestaffelte Schleppluken hervorgehoben, spätere Überformungen im Erdgeschossbereich und an der Fassade, stadtentwicklungsgeschichtlich bedeutend, im Zusammenhang mit Ensemble der Burgstraße zudem städtebaulich von Bedeutung, seit 2019 zugehörig zur Kernzone des UNESCO-Welterbes Montanregion Erzgebirge/Krušnohoří | 09200455 |
|                                         | Wohnhaus in geschlossener Bebauung | Burgstraße 17 (Karte)                                                                                              | 1690 | Im Kern frühbarockes Gebäude, mit originalem Dachstuhl, Fassade überformt, bau- und stadtentwicklungsgeschichtlich bedeutend, im Zusammenhang mit Ensemble der Burgstraße zu dem städtebaulich von Belang, seit 2019 zugehörig zur Kernzone des UNESCO-Welterbes Montanregion Erzgebirge/Krušnohoří | 08992435 |
|                                         | Wohnhaus in geschlossener Bebauung | Burgstraße 18 (Karte)                                                                                              | Mitte 16. Jahrhundert | Repräsentatives Bürgerhaus der Renaissance mit Aufstockung und Überformungen aus dem frühen 18. Jahrhundert, auffällig die profilierten Fenstergewände im ersten Obergeschoss, innen Stuckdecken, bau- und stadtentwicklungsgeschichtlich bedeutend, zudem im Zusammenhang mit Ensemble der Burgstraße städtebaulich von Bedeutung (mit seiner breitgelagerten Fassade ortsbildprägend), seit 2019 zugehörig zur Kernzone des UNESCO-Welterbes Montanregion Erzgebirge/Krušnohoří | 09200454 |
|                                         | Gasthaus Zum Goldenen Adler mit Hintergebäude | Burgstraße 19 (Karte)                                                                                              | 1525/1527 | Beeindruckendes Bauwerk aus dem Anfang des 16. Jahrhunderts mit spätgotischen Gewänden im Obergeschoss und Steildach, einfache Profilierungen und Segmentbogenportal im Erdgeschoss später, innen bemerkenswerte Ausstattung, künstlerisch (markantes und gestalterisch qualitätvolles Beispiel), bau-, orts- (historisches Gasthaus) und stadtentwicklungsgeschichtlich bedeutend, im Zusammenhang mit Ensemble der Burgstraße zudem städtebaulich von Belang, seit 2019 zugehörig zur Kernzone des UNESCO-Welterbes Montanregion Erzgebirge/Krušnohoří | 09200510 |
|                                         | Wohnhaus mit Seitenflügel in geschlossener Bebauung | Burgstraße 20, 22 (Karte)                                                                                          | Um 1600 | Lang gestreckter Bau mit historisierender Fassadengestaltung, stadtentwicklungsgeschichtlich bedeutend, im Zusammenhang mit Ensemble der Burgstraße städtebaulich von Belang, des Weiteren wegen seiner frühklassizistischen Ausmalung im Innern künstlerisch wertvoll und als ehemaliges Manufakturgebäude orts- und industriegeschichtlich bedeutend (siehe auch Thielestraße 2b), seit 2019 zugehörig zur Kernzone des UNESCO-Welterbes Montanregion Erzgebirge/Krušnohoří | 09200453 |
|                                         | Wohnhaus in geschlossener Bebauung | Burgstraße 21 (Karte)                                                                                              | Um 1537 | Gestalterisch qualitätvolles Bürgerhaus des 16. Jahrhunderts mit vereinfachtem Rundbogenportal, Stabwerkgewänden und Steildach, bemerkenswert auch die betonten Gebäudekanten, künstlerisch, bau- und stadtentwicklungsgeschichtlich bedeutend, als Wohnstätte des Maschinendirektors Brendel von orts- und personengeschichtlicher Bedeutung, im Zusammenhang mit Ensemble der Burgstraße zudem städtebaulich von Belang, seit 2019 zugehörig zur Kernzone des UNESCO-Welterbes Montanregion Erzgebirge/Krušnohoří | 09200511 |
|                                         | Wohnhaus in Ecklage und geschlossener Bebauung (ehemals Hauptsteueramt, später Hauptzollamt) | Burgstraße 23 (Karte)                                                                                              | Bezeichnet mit 1795 | Stattliches barockes Eckhaus, bau- und stadtentwicklungsgeschichtlich bedeutend, als historisches Hauptzollamt ortsgeschichtlich wertvoll, im Zusammenhang mit Ensemble der Burgstraße zudem städtebaulich von Belang, seit 2019 zugehörig zur Kernzone des UNESCO-Welterbes »Montanregion Erzgebirge/Krušnohori« | 09200512 |
| Weitere Bilder                          | Wohnhaus in geschlossener Bebauung mit Hintergebäude | Burgstraße 24 (Karte)                                                                                              | Bezeichnet mit 1736 (Wohnhaus); bezeichnet mit 1846 (Hinterhaus) | Repräsentatives Eckgebäude aus dem Barock, das im 19. Jahrhundert (1846 und 1850) zum Teil überformt wurde, mit drei markanten Portalen zur Burg- und Thielestraße, baugeschichtlich und stadtentwicklungsgeschichtlich bedeutend, zudem im Zusammenhang mit Ensemble der Burgstraße städtebaulich von Bedeutung, seit 2019 zugehörig zur Kernzone des UNESCO-Welterbes Montanregion Erzgebirge/Krušnohoří | 09200440 |
|                                         | Wohnhaus in geschlossener Bebauung | Burgstraße 26 (Karte)                                                                                              | 1500/1530 | Typisches Freiberger Bürgerhaus aus dem frühen 16. Jahrhundert mit reichen Fenstergewänden in den Obergeschossen, bau- und stadtentwicklungsgeschichtlich bedeutend, zudem im Zusammenhang mit Ensemble der Burgstraße städtebaulich von Bedeutung, seit 2019 zugehörig zur Kernzone des UNESCO-Welterbes Montanregion Erzgebirge/Krušnohoří | 09200439 |
|                                         | Wohnhaus in geschlossener Bebauung | Burgstraße 28 (Karte)                                                                                              | Um 1500 | Typisches Freiberger Bürgerhaus aus dem frühen 16. Jahrhundert mit Stabwerkgewänden und Steildach, wohl im Barock überformt (vor allem Erdgeschoss), bau- und stadtentwicklungsgeschichtlich bedeutend, im Zusammenhang mit Ensemble der Burgstraße zudem städtebaulich von Bedeutung, seit 2019 zugehörig zur Kernzone des UNESCO-Welterbes Montanregion Erzgebirge/Krušnohoří | 09200452 |
|                                         | Wohnhaus in geschlossener Bebauung | Burgstraße 30 (Karte)                                                                                              | 1560/1600 | Einfaches Bürgerhaus zumeist aus dem 16. Jahrhundert, mit barocker Eingangstür, stadtentwicklungsgeschichtlich bedeutend, zudem im Zusammenhang mit Ensemble der Burgstraße städtebaulich von Bedeutung, seit 2019 zugehörig zur Kernzone des UNESCO-Welterbes Montanregion Erzgebirge/Krušnohoří | 09200451 |
|                                         | Wohnhaus in geschlossener Bebauung | Burgstraße 32 (Karte)                                                                                              | 18. Jahrhundert, Kern älter | Gebäude mit Substanz aus dem 16. und 18. Jahrhundert, stadtentwicklungsgeschichtlich bedeutend, im Zusammenhang mit Ensemble der Burgstraße zudem städtebaulich von Belang, seit 2019 zugehörig zur Kernzone des UNESCO-Welterbes Montanregion Erzgebirge/Krušnohoří | 09200539 |
|                                         | Wohnhaus in geschlossener Bebauung | Burgstraße 34 (Karte)                                                                                              | Um 1510 | Mit fast symmetrisch gestalteten Obergeschossen, charakteristischen Stabwerkgewänden und hohem Steildach eines der markantesten Bürgerhäuser des frühen 16. Jahrhunderts in Freiberg, künstlerisch, bau- und stadtentwicklungsgeschichtlich bedeutend, zudem im Zusammenhang mit Ensemble der Burgstraße von städtebaulicher Bedeutung, seit 2019 zugehörig zur Kernzone des UNESCO-Welterbes Montanregion Erzgebirge/Krušnohoří | 09200450 |
|                                         | Wohnhaus in geschlossener Bebauung | Burgstraße 36 (Karte)                                                                                              | 1520/1530 | Charakteristisches Bürgerhaus des frühen 16. Jahrhunderts mit Stabwerkgewänden im Obergeschoss und Steildach, später überformt (wohl im 18. Jahrhundert), innen reiche spätgotische Ausstattung, bau- und stadtentwicklungsgeschichtlich bedeutend, zudem im Zusammenhang mit Ensemble der Burgstraße von städtebaulicher Bedeutung, seit 2019 zugehörig zur Kernzone des UNESCO-Welterbes Montanregion Erzgebirge/Krušnohoří | 09200449 |
|                                         | Wohnhaus in geschlossener Bebauung | Burgstraße 38 (Karte)                                                                                              | Um 1537 | Markantes Eckgebäude mit Renaissancegewänden in den beiden Obergeschossen, hohem Dach und breitgelagerter Giebelseite zur Moritzstraße, als weitgehend original erhaltenes Freiberger Bürgerhaus aus dem 16. Jahrhundert, bau- und stadtentwicklungsgeschichtlich bedeutend, zudem im Zusammenhang mit Ensemble der Burgstraße von städtebaulicher Bedeutung, seit 2019 zugehörig zur Kernzone des UNESCO-Welterbes Montanregion Erzgebirge/Krušnohoří | 09200448 |
| Direkt Bild zu diesem Denkmal hochladen | Hintergebäude | Burgstraße 42 (Karte)                                                                                              | 18. Jahrhundert | Charakteristisch und weitgehend ursprünglich erhalten, bau- und stadtentwicklungsgeschichtlich bedeutend, seit 2019 zugehörig zur Kernzone des UNESCO-Welterbes Montanregion Erzgebirge/Krušnohoří | 09200799 |
|                                         | Wohnhaus in geschlossener Bebauung | Burgstraße 44 (Karte)                                                                                              | Nach 1565 | Charakteristisches Bürgerhaus der Renaissance mit profilierten und architravierten Fenstergewänden sowie Steildach, Segmentbogenportal im Erdgeschoss wohl aus dem 18. Jahrhundert, bau- und stadtentwicklungsgeschichtlich bedeutend, im Zusammenhang mit Ensemble der Burgstraße zudem städtebaulich von Belang, seit 2019 zugehörig zur Kernzone des UNESCO-Welterbes Montanregion Erzgebirge/Krušnohoří | 09200525 |
|                                         | Wohnhaus in geschlossener Bebauung | Burgstraße 46 (Karte)                                                                                              | Um 1594 | Im Kern Renaissancegebäude, später insbesondere im Dachbereich überformt, bau- und stadtentwicklungsgeschichtlich bedeutend, im Zusammenhang mit Ensemble der Burgstraße zu dem städtebaulich von Belang, seit 2019 zugehörig zur Kernzone des UNESCO-Welterbes Montanregion Erzgebirge/Krušnohoří | 08992436 |
|                                         | Wohnhaus in geschlossener Bebauung | Burgstraße 48 (Karte)                                                                                              | Um 1594 | Im Kern Renaissancegebäude, später insbesondere im Dachbereich überformt, bau- und stadtentwicklungsgeschichtlich bedeutend, im Zusammenhang mit Ensemble der Burgstraße zu dem städtebaulich von Belang, seit 2019 zugehörig zur Kernzone des UNESCO-Welterbes Montanregion Erzgebirge/Krušnohoří | 08992437 |
|                                         | Wohnhaus in geschlossener Bebauung | Burgstraße 50 (Karte)                                                                                              | Vor 1539 | Gebäude mit Substanz vom 16. Jahrhundert bis 18. Jahrhundert, innen Restausstattung aus dem 16. Jahrhundert, bau- und stadtentwicklungsgeschichtlich bedeutend, im Zusammenhang mit Ensemble der Burgstraße zudem städtebaulich von Belang, seit 2019 zugehörig zur Kernzone des UNESCO-Welterbes Montanregion Erzgebirge/Krušnohoří | 09200524 |
|                                         | Wohnhaus in Ecklage und halboffener Bebauung | Buttermarktgasse 1 (Karte)                                                                                         | Um 1880 | Wohlproportionierter früher Historismusbau, bau- und stadtentwicklungsgeschichtlich bedeutend, als markantes und ortsbildprägendes Eckgebäude am Buttermarkt zudem städtebaulich von Belang, seit 2019 zugehörig zur Kernzone des UNESCO-Welterbes Montanregion Erzgebirge/Krušnohoří | 09200477 |
| Direkt Bild zu diesem Denkmal hochladen | Wohnhaus in halboffener Bebauung | Buttermarktgasse 5 (Karte)                                                                                         | 1890 | Bildet gestalterische Einheit mit Heubnerstraße 22, beide Gebäude noch authentisch erhalten, dokumentieren Architektur Ende des 19. Jahrhunderts, bau- und stadtentwicklungsgeschichtlich bedeutsam, seit 2019 zugehörig zur Kernzone des UNESCO-Welterbes Montanregion Erzgebirge/Krušnohoří | 09200487 |
|                                         | Wohnhaus in Ecklage und geschlossener Bebauung | Buttermarktgasse 10 (Karte)                                                                                        | Um 1600 | Charakteristisches Gebäude aus der Zeit um 1600 (auf verzierten Konsolen aufliegende Entlastungsbögen im Flurbereich) mit späteren Umbauten, bau- und stadtentwicklungsgeschichtlich bedeutend, seit 2019 zugehörig zur Kernzone des UNESCO-Welterbes Montanregion Erzgebirge/Krušnohoří | 09200476 |
| Direkt Bild zu diesem Denkmal hochladen | Keller und Balkendecke eines Wohnhauses | Domgäßchen 2 (Karte)                                                                                               | Um 1600 | Wohnhaus um 1600 errichtet, nach Abbruch heute Neubau auf historischem Keller unter Erhaltung der Balkendecke, bau- und hausgeschichtlich bedeutend, seit 2019 zugehörig zur Kernzone des UNESCO-Welterbes Montanregion Erzgebirge/Krušnohoří | 09200522 |
|                                         | Wohnhaus in geschlossener Bebauung | Domgäßchen 4 (Karte)                                                                                               | 1553/1560 | Gebäude aus dem 16. Jahrhundert mit unregelmäßiger Fenstergliederung, bau- und stadtentwicklungsgeschichtlich bedeutend, seit 2019 zugehörig zur Kernzone des UNESCO-Welterbes Montanregion Erzgebirge/Krušnohoří | 09200531 |
|                                         | Wohnhaus in halboffener Bebauung | Domgasse 3 (Karte)                                                                                                 | Um 1540 | Typisches Bürgerhaus der Renaissance mit profilierten und achitravierten Gewänden, wohl nach 1850 zweites Obergeschoss aufgebracht, bau- und stadtentwicklungsgeschichtlich bedeutend, seit 2019 zugehörig zur Kernzone des UNESCO-Welterbes Montanregion Erzgebirge/Krušnohoří | 09200442 |
| Weitere Bilder                          | Superintendentur | Domgasse 6 (Karte)                                                                                                 | Ende 15. Jahrhundert | Repräsentatives Eckhaus mit Vorhangbogenfenstern, Renaissanceportal und hofseitigem Treppenturm, Gebäude des ehemaligen Domherrenhofes, künstlerisch, bau-, kirchen-, orts- und stadtentwicklungsgeschichtlich bedeutend, seit 2019 zugehörig zur Kernzone des UNESCO-Welterbes Montanregion Erzgebirge/Krušnohoří | 09200544 |
|                                         | Mietshaus in Ecklage und geschlossener Bebauung | Domgasse 7a (Karte)                                                                                                | Um 1885 | Markanter gründerzeitlicher Bau, gestalterisch hervorgehoben, bau- und stadtentwicklungsgeschichtlich bedeutend, als auffälliger Eckbau zudem städtebaulich von Belang, seit 2019 zugehörig zur Kernzone des UNESCO-Welterbes Montanregion Erzgebirge/Krušnohoří | 09200517 |
| Direkt Bild zu diesem Denkmal hochladen | Mietshaus in geschlossener Bebauung | Donatsgasse 2 (Karte)                                                                                              | Vor 1900 | Markanter Gründerzeitbau mit ausgewogener und zugleich repräsentativ gestalteter Fassade, bau- und stadtentwicklungsgeschichtlich bedeutend, seit 2019 zugehörig zur Kernzone des UNESCO-Welterbes Montanregion Erzgebirge/Krušnohoří | 09200835 |
|                                         | Gasthaus Bräustübel | Donatsgasse 3 (Karte)                                                                                              | Um 1500 | Markantes, spätmittelalterliches bzw. Renaissancegebäude, bau- und stadtentwicklungsgeschichtlich bedeutend, seit 2019 zugehörig zur Kernzone des UNESCO-Welterbes Montanregion Erzgebirge/Krušnohoří | 09200625 |
|                                         | Mietshaus in halboffener Bebauung | Donatsgasse 4 (Karte)                                                                                              | 1901 | Als bauliches Zeugnis der Architektur um 1900 von stadtentwicklungs- und architekturgeschichtlichem Wert, weitestgehend ursprünglich erhalten (Authentizität), seit 2019 zugehörig zur Kernzone des UNESCO-Welterbes Montanregion Erzgebirge/Krušnohoří | 09200626 |
|                                         | Fassade und Kellergewölbe eines ehemaligen Wohnhauses in geschlossener Bebauung | Donatsgasse 7 (Karte)                                                                                              | Nach 1532 | Charakteristisches Kleinbürgerhaus des 16. Jahrhunderts im Jacobiviertel mit typischem Achsenverhältnis und Steildach (Dreizellentyp), Fassade nach 1700 überformt, bau- und stadtentwicklungsgeschichtlich bedeutend, nur noch Außenwand mit Sandsteinfenster- und Sandsteintürgewänden im Erdgeschoss vorhanden, seit 2019 zugehörig zur Kernzone des UNESCO-Welterbes Montanregion Erzgebirge/Krušnohoří | 09200600 |
|                                         | Wohnhaus in halboffener Bebauung | Donatsgasse 8 (Karte)                                                                                              | Um 1520 (Wohnhaus); bezeichnet mit 1553 (Portal) | Typisches Kleinbürgerhaus der Renaissance im Jacobiviertel mit gestalterisch hervorgehobenen Öffnungen (Sitznischenportal) und Steildach, bau- und stadtentwicklungsgeschichtlich bedeutend, seit 2019 zugehörig zur Kernzone des UNESCO-Welterbes Montanregion Erzgebirge/Krušnohoří | 09200598 |
|                                         | Wohnhaus in geschlossener Bebauung | Donatsgasse 9 (Karte)                                                                                              | Nach 1532 | Typisches Kleinbürgerhaus im Jacobiviertel, im Kern wohl noch 16. Jahrhundert, später überformt, bau- und stadtentwicklungsgeschichtlich bedeutend, seit 2019 zugehörig zur Kernzone des UNESCO-Welterbes Montanregion Erzgebirge/Krušnohoří | 09200599 |
|                                         | Wohnhaus in halboffener Bebauung | Donatsgasse 16 (Karte)                                                                                             | 18. Jahrhundert | Schlichte Putzfassade, markante Dachhäuschen, stadtentwicklungsgeschichtlich bedeutend, seit 2019 zugehörig zur Kernzone des UNESCO-Welterbes Montanregion Erzgebirge/Krušnohoří | 09200837 |
|                                         | Mietshaus in geschlossener Bebauung | Donatsgasse 17 (Karte)                                                                                             | 1890/1891 | Historismusbau mit weitgehend ursprünglich erhaltener Fassade, bemerkenswert die Eingangstür, bau- und stadtentwicklungsgeschichtlich sowie städtebaulich bedeutend, seit 2019 zugehörig zur Kernzone des UNESCO-Welterbes Montanregion Erzgebirge/Krušnohoří | 09200597 |
| Weitere Bilder                          | Wohnhaus in geschlossener Bebauung | Donatsgasse 21 (Karte)                                                                                             | Nach 1520 | Schlichtes, aber ursprünglich erhaltenes Gebäude aus dem Anfang des 16. Jahrhunderts, später überformt, bau- und stadtentwicklungsgeschichtlich bedeutend, seit 2019 zugehörig zur Kernzone des UNESCO-Welterbes Montanregion Erzgebirge/Krušnohoří | 09200596 |
|                                         | Wohnhaus in halboffener Bebauung | Donatsgasse 22 (Karte)                                                                                             | 1565 | Typisches Kleinbürgerhaus der Renaissance im Jacobiviertel mit profilierten Fenstergewänden und Steildach, einzigartig in Freiberg das noch erhaltene Fachwerk mit Blockstube im Obergeschoss, im Innern Wandmalereien der Renaissance und des Frühbarock sowie tonnengewölbter Keller, von besonderer bau-, sozial- und stadtentwicklungsgeschichtlicher Bedeutung (dokumentiert exemplarische die früher im Jacobiviertel typische Bauweise mit Fachwerkobergeschoss), zudem singulär, seit 2019 zugehörig zur Kernzone des UNESCO-Welterbes Montanregion Erzgebirge/Krušnohoří | 09200595 |
| Weitere Bilder                          | Wohnhaus in geschlossener Bebauung | Donatsgasse 23 (Karte)                                                                                             | Bezeichnet mit 1561 (Relief); bezeichnet mit 1841 (Wohnhaus) | Gebäude aus der Mitte des 19. Jahrhunderts, mit dem Jahr 1561 bezeichnetes Hauszeichen in der Fassade des Gebäudes zeugt von einem Vorgängerbau, typisches Kleinbürgerhaus im Jacobiviertel, stadtentwicklungsgeschichtlich bedeutend, seit 2019 zugehörig zur Kernzone des UNESCO-Welterbes Montanregion Erzgebirge/Krušnohoří | 09200838 |
| Weitere Bilder                          | Wohnhaus in halboffener Bebauung (Torhaus) | Donatsgasse 24 (Karte)                                                                                             | 1921/1922 | Markantes Beispiel der traditionellen Architektur der ersten Hälfte des 20. Jahrhunderts, bau- und stadtentwicklungsgeschichtlich bedeutend, seit 2019 zugehörig zur Kernzone des UNESCO-Welterbes Montanregion Erzgebirge/Krušnohoří | 09200756 |
| Weitere Bilder                          | Donatsturm: Rundturm mit seitlichem Torbogen (Einzeldenkmal der Sachgesamtheit 09200740) | Donatsring (Karte)                                                                                                 | Mitte 15. Jahrhundert (Mauerturm); 1923 (Stadttor) | Einzeldenkmal der Sachgesamtheit Promenadenring und Stadtmauer; weithin sichtbar, bedeutendstes Bauwerk der noch in Teilen erhaltenen mittelalterlichen Stadtbefestigung von Freiberg, zum Schutz des ehemaligen Donatstores errichtet (heutiger Torbogen jüngeren Datums), Beispiel für Übergangsphase vom spätmittelalterlichen zum neuzeitlichen Befestigungsbau, baugeschichtlich, landschaftsgestalterisch (prägt Silhouette der Stadtlandschaft), militär-, orts- und stadtentwicklungsgeschichtlich bedeutend, zudem singulär, seit 2019 zugehörig zur Kernzone des UNESCO-Welterbes Montanregion Erzgebirge/Krušnohoří | 09200594 |
|                                         | Abschnitt der Stadtmauer (Ringmauer, innere Mauer) mit Irbischs Turm und Lazarett-Turm, zwei nach innen gelegene Gebäude sowie Außenmauer (landseitige Mauer) am Donatsring (Einzeldenkmal der Sachgesamtheit 09200740) | Donatsring (Karte)                                                                                                 | Ab 1397 | Einzeldenkmal der Sachgesamtheit Promenadenring und Stadtmauer; dazwischen Zwinger und Wallgraben, vom Donatsturm bis zur Terrassengasse reichend, historische Stadtbefestigung, eine der wenigen in dieser Form noch erhaltenen spätmittelalterlichen Anlagen in Sachsen, baugeschichtlich, ortsgeschichtlich, stadtentwicklungsgeschichtlich und städtebaulich bedeutend sowie mit Seltenheitswert, seit 2019 zugehörig zur Kernzone des UNESCO-Welterbes Montanregion Erzgebirge/Krušnohoří | 09200624 |
| Weitere Bilder                          | Alter Donatsfriedhof: Torhaus, zwei Grufthäuser, 15 Grabanlagen, 185 Grabmale, vier Gedenksteine, neun Kriegerdenkmale für die Gefallenen des Ersten Weltkrieges und Einfriedung sowie Friedhofsgestaltung, Neuer Donatsfriedhof: Krematorium bzw. Feierhalle, 41 Grabanlagen und 24 Grabmale sowie Friedhofsgestaltung (Einzeldenkmale der Sachgesamtheit 09302561) | Donatsring (Karte)                                                                                                 | 1655/1670 (Einfriedung); um 1680 (südliches Grufthaus, Familie Herberger/Gerlach); um 1780 (nördliches Grufthaus, Familie Wahl/Klemm); 1839 (Kirchhofstorhaus); 1927–1928 (Krematorium bzw. Feierhalle)                             | Einzeldenkmale der Sachgesamtheit Donatsfriedhof; orts- und personengeschichtlich bedeutend sowie von baugeschichtlichem oder künstlerischem Wert, seit 2019 zugehörig zur Kernzone des UNESCO-Welterbes »Montanregion Erzgebirge/Krušnohori« | 09201487 |
| Direkt Bild zu diesem Denkmal hochladen | Zwei Krankenhausgebäude (Stadtkrankenhaus und Bezirkskrankenhaus) | Donatsring 20 (Karte)                                                                                              | 1928–1929 | Moderne mehrgeschossige Bauten der späten 1920er Jahre im Bauhausstil, aus längsrechteckigen Kuben mit offenen Galerien, Fensterbändern, Flachdächern und ebenfalls kubischen Turmanbauten, in dieser Form in Freiberg und wohl auch landesweit singulär, abgesehen davon baugeschichtlich bedeutend (Beispiel damaliger Krankenhaus-Architektur, das als „Freiberger System“ richtungsgebend wurde) | 09201054 |
| Weitere Bilder                          | Wohnhaus in geschlossener Bebauung in Ecklage, mit östlichem Anbau über winkligem Grundriss | Enge Gasse 1 (Karte)                                                                                               | Um 1511 (Wohnhaus); um 1550 (östlicher Anbau) | Charakteristisches Kleinbürgerhaus des 16. Jahrhunderts mit Stabwerk- und Renaissancegewänden aus zwei Gebäuden zusammengefasst, steiles Dach abgewalmt, Erdgeschoss 1885, aus dieser Zeit die Ladenzone, und 1928 umgestaltet, bau- und stadtentwicklungsgeschichtlich bedeutend, Figur der Anna Selbdritt an Ecke künstlerisch bedeutend, seit 2019 zugehörig zur Kernzone des UNESCO-Welterbes Montanregion Erzgebirge/Krušnohoří | 09200327 |
|                                         | Wohnhaus in Ecklage und geschlossener Bebauung | Enge Gasse 2 (Karte)                                                                                               | Nach 1724 | Ursprünglich barockes Bürgerhaus (nach Brand 1724 entstanden) mit klar gegliederter Fassade und Steildach, 1883 überformt, stadtentwicklungsgeschichtlich bedeutsam, seit 2019 zugehörig zur Kernzone des UNESCO-Welterbes Montanregion Erzgebirge/Krušnohoří | 09200332 |
|                                         | Wohnhaus in geschlossener Bebauung | Enge Gasse 7 (Karte)                                                                                               | 3. Drittel 17. Jahrhundert, im Kern älter | Im letzten Drittel des 17. Jahrhunderts überformtes Gebäude aus der Renaissance, bau- und stadtentwicklungsgeschichtlich bedeutend, seit 2019 zugehörig zur Kernzone des UNESCO-Welterbes Montanregion Erzgebirge/Krušnohoří | 09200631 |
|                                         | Wohnhaus in geschlossener Bebauung | Erbische Straße 1 (Karte)                                                                                          | Um 1530 | Renaissancebau mit profilierten Fenstergewänden im ersten und zweiten Obergeschoss, mit Laden, bau- und stadtentwicklungsgeschichtlich bedeutend, seit 2019 zugehörig zur Kernzone des UNESCO-Welterbes Montanregion Erzgebirge/Krušnohoří | 09200334 |
|                                         | Wohnhaus in geschlossener Bebauung | Erbische Straße 2 (Karte)                                                                                          | Um 1870 | Wohlproportionierter spätklassizistischer Bau mit ausgewogen verteiltem Fassadenschmuck, mit Laden, bau- und stadtentwicklungsgeschichtlich bedeutend, seit 2019 zugehörig zur Kernzone des UNESCO-Welterbes Montanregion Erzgebirge/Krušnohoří | 09200333 |
|                                         | Gasthof Zum Goldenen Löwen | Erbische Straße 3 (Karte)                                                                                          | Vor 1567 | Renaissancebau mit architravierten und profilierten Fenstergewänden, teilweise umgebaut und wohl auch aufgestockt, Weber komponierte hier erste Oper, bau-, orts-, stadtentwicklungs- und personengeschichtlich bedeutend (Erinnerungswert), seit 2019 zugehörig zur Kernzone des UNESCO-Welterbes Montanregion Erzgebirge/Krušnohoří | 09200335 |
|                                         | Wohnhaus in geschlossener Bebauung | Erbische Straße 4 (Karte)                                                                                          | Nach 1592 | Trotz Überformung des 19. Jahrhunderts mit Ladeneinbau markanter Bau mit Steildach, im Kern 16. Jahrhundert, stadtentwicklungsgeschichtlich bedeutend, im Zusammenhang mit anderen Bauten der Erbischen Straße zudem ortsbildprägend, seit 2019 zugehörig zur Kernzone des UNESCO-Welterbes Montanregion Erzgebirge/Krušnohoří | 09200394 |
|                                         | Wohnhaus in geschlossener Bebauung | Erbische Straße 5 (Karte)                                                                                          | 2. Hälfte 17. Jahrhundert | Klar gegliederter barocker Bau, im Innern weitgehend die originale Substanz, Entlastungsbögen im Flur und offenbar auch in den Obergeschossen, bau- und stadtentwicklungsgeschichtlich bedeutend, seit 2019 zugehörig zur Kernzone des UNESCO-Welterbes Montanregion Erzgebirge/Krušnohoří | 09200397 |
|                                         | Wohn- und Geschäftshaus in geschlossener Bebauung | Erbische Straße 6 (Karte)                                                                                          | Um 1870, im Kern älter | Gründerzeitlicher Bau mit repräsentativer Historismusfassade einschl. der gestalterisch hervorgehobenen Ladenzone, im Kern wohl noch Substanz aus dem 16.–18. Jahrhundert, bau- und stadtentwicklungsgeschichtlich bedeutend, seit 2019 zugehörig zur Kernzone des UNESCO-Welterbes Montanregion Erzgebirge/Krušnohoří | 09200396 |
|                                         | Wohn- und Geschäftshaus in geschlossener Bebauung | Erbische Straße 7 (Karte)                                                                                          | Um 1870 | Gründerzeitlicher Bau mit repräsentativer Historismusfassade aus kräftigen Gliederungselementen, bau- und stadtentwicklungsgeschichtlich bedeutend, seit 2019 zugehörig zur Kernzone des UNESCO-Welterbes Montanregion Erzgebirge/Krušnohoří | 09200398 |
|                                         | Wohnhaus in geschlossener Bebauung | Erbische Straße 8 (Karte)                                                                                          | Letztes Viertel 19. Jahrhundert | Schlichter Putzbau mit historisierender Fassade, bau- und stadtentwicklungsgeschichtlich von Bedeutung, seit 2019 zugehörig zur Kernzone des UNESCO-Welterbes Montanregion Erzgebirge/Krušnohoří | 09200400 |
|                                         | Wohnhaus in geschlossener Bebauung | Erbische Straße 9 (Karte)                                                                                          | 2. Drittel 16. Jahrhundert | Original erhaltenes Barockgebäude mit markanten vierseitig geohrten Fenstergewänden (selten), bau- und stadtentwicklungsgeschichtlich bedeutend, seit 2019 zugehörig zur Kernzone des UNESCO-Welterbes Montanregion Erzgebirge/Krušnohoří | 09200399 |
|                                         | Wohnhaus in geschlossener Bebauung sowie Hofgebäude | Erbische Straße 10 (Karte)                                                                                         | Bezeichnet mit 1912 | Gebäude mit Reformstilelementen der Zeit um 1910, bemerkenswert die Farbglasfenster und farbigen Mosaike, baugeschichtlich und stadtentwicklungsgeschichtlich bedeutend, gestalterisch qualitätvoll, hinzu kommen hausgeschichtliche Tafeln und bedeutsame Versatzstücke vom Erbischen Tor an den Hofgebäuden von ortsgeschichtlichem Wert, seit 2019 zugehörig zur Kernzone des UNESCO-Welterbes Montanregion Erzgebirge/Krušnohoří | 09200401 |
|                                         | Wohn- und Geschäftshaus in geschlossener Bebauung | Erbische Straße 11 (Karte)                                                                                         | Bezeichnet mit 1906 | Markanter Jugendstilbau mit historisierenden Elementen, bau- und stadtentwicklungsgeschichtlich bedeutend, seit 2019 zugehörig zur Kernzone des UNESCO-Welterbes Montanregion Erzgebirge/Krušnohoří | 09200403 |
|                                         | Wohnhaus in geschlossener Bebauung | Erbische Straße 12 (Karte)                                                                                         | 18. Jahrhundert | Zweigeschossiger Bau mit charakteristischem Mansarddach, mit Nr. 20 letztes derartig kleinteiliges Gebäude aus der Zeit vor der Umwandlung der Erbischen Straße in eine neuzeitliche Geschäftsstraße, stadtentwicklungsgeschichtlich bedeutend, seit 2019 zugehörig zur Kernzone des UNESCO-Welterbes Montanregion Erzgebirge/Krušnohoří | 09200402 |
|                                         | Wohnhaus in geschlossener Bebauung | Erbische Straße 13 (Karte)                                                                                         | 18./19. Jahrhundert | Mit den benachbarten Gebäuden von ortsbildprägender Bedeutung (geschlossener Eindruck des Straßenzuges), zudem stadtentwicklungsgeschichtlich wichtig, seit 2019 zugehörig zur Kernzone des UNESCO-Welterbes Montanregion Erzgebirge/Krušnohoří | 09200406 |
|                                         | Wohn- und Geschäftshaus in geschlossener Bebauung (ehemals „Zur Sonne“) | Erbische Straße 14 (Karte)                                                                                         | Nach 1733 | In seiner heutigen Form weitgehend nach 1910, stadtentwicklungsgeschichtlich bedeutend, darüber hinaus als ehemaliger Gasthof zur Sonne ortsgeschichtlich wertvoll, seit 2019 zugehörig zur Kernzone des UNESCO-Welterbes Montanregion Erzgebirge/Krušnohoří | 09200404 |
|                                         | Wohn- und Geschäftshaus in geschlossener Bebauung | Erbische Straße 15 (Karte)                                                                                         | 1867 | Markanter Historismusbau mit qualitätvoller Fassadengestaltung, bau- und stadtentwicklungsgeschichtlich bedeutend, seit 2019 zugehörig zur Kernzone des UNESCO-Welterbes Montanregion Erzgebirge/Krušnohoří | 09200409 |
|                                         | Wohn- und Geschäftshaus in geschlossener Bebauung | Erbische Straße 16 (Karte)                                                                                         | Bezeichnet mit 1905 | Markanter Bau aus der Zeit nach 1900 im späthistoristischen Stil, bau- und stadtentwicklungsgeschichtlich bedeutend, seit 2019 zugehörig zur Kernzone des UNESCO-Welterbes Montanregion Erzgebirge/Krušnohoří | 09200405 |
| Weitere Bilder                          | Fassade eines Wohnhauses | Erbische Straße 17, 19 (Karte)                                                                                     | 2. Hälfte 19. Jahrhundert | Klar gegliederte Fassade des 19. Jahrhunderts, figürlicher Schmuck in Form eines Puttos (nur Fassade geschützt, Gebäude ist völlig ausgehöhlt), baugeschichtlich bedeutend und ortsbildprägend, seit 2019 zugehörig zur Kernzone des UNESCO-Welterbes Montanregion Erzgebirge/Krušnohoří | 09200410 |
|                                         | Wohnhaus in geschlossener Bebauung | Erbische Straße 18 (Karte)                                                                                         | 1668/1669 | Wohnhaus des bedeutenden Freiberger Goldschmiedes Daniel Klemm, eindrucksvolles barockes Gebäude mit markantem zweigeschossigen Erker, künstlerisch, bau-, orts- personen- und stadtentwicklungsgeschichtlich bedeutsam, seit 2019 zugehörig zur Kernzone des UNESCO-Welterbes Montanregion Erzgebirge/Krušnohoří | 09200407 |
|                                         | Wohnhaus in geschlossener Bebauung | Erbische Straße 20 (Karte)                                                                                         | 2. Hälfte 17. Jahrhundert und nach 1724 | Mit Nr. 12 letztes derart kleinteiliges Gebäude aus der Zeit vor der Umwandlung der Erbischen Straße in eine neuzeitliche Geschäftsstraße, im Innern bemerkenswerte Treppenanlage, bau- und stadtentwicklungsgeschichtlich bedeutsam, seit 2019 zugehörig zur Kernzone des UNESCO-Welterbes Montanregion Erzgebirge/Krušnohoří | 09200408 |
|                                         | Wohnhaus in geschlossener Bebauung | Erbische Straße 22 (Karte)                                                                                         | Nach 1724 | Klar gegliedertes barockes Gebäude mit originaler Substanz im Innern (Treppenanlage), Ladenzone Ende 19. Jahrhundert, bau- und stadtentwicklungsgeschichtlich bedeutend, seit 2019 zugehörig zur Kernzone des UNESCO-Welterbes Montanregion Erzgebirge/Krušnohoří | 09200414 |
|                                         | Wohnhaus in geschlossener Bebauung | Erbische Straße 24 (Karte)                                                                                         | Bezeichnet mit 1725 | Im Kern barocker Bau mit maßvoller Fenstergestaltung des 19. Jahrhunderts und antikisierend wirkender Ladenfront mit reichem Seitenportal, innen wertvolle Inschrifttafel, stadtentwicklungs- und ortsgeschichtlich bedeutend, Erdgeschossgestaltung künstlerisch qualitätvoll, seit 2019 zugehörig zur Kernzone des UNESCO-Welterbes Montanregion Erzgebirge/Krušnohoří | 09200337 |
|                                         | Wohnhaus in geschlossener Bebauung | Färbergasse 4 (Karte)                                                                                              | 2. Hälfte 16. Jahrhundert | Weitestgehend original erhaltenes Kleinbürgerhaus aus dem 16. Jahrhundert mit typischem Achsenverhältnis, profilierten Fenstergewänden und Steildach, Segmentbogenportal wohl barock, bau- und stadtentwicklungsgeschichtlich bedeutend, seit 2019 zugehörig zur Kernzone des UNESCO-Welterbes Montanregion Erzgebirge/Krušnohoří | 09200486 |
|                                         | Fabrikgebäude der ehemaligen Färberei Jahn | Färbergasse 5 (Karte)                                                                                              | Um 1815 | Markanter, lang gestreckter Bau mit zwei großen Toreinfahrten und hohem Krüppelwalmdach einschl. durchgehender traufseitiger Schleppluke, die abgerundeten Dachecken geben dem Baukörper ein unverwechselbares Erscheinungsbild, bau-, industrie-, orts- und stadtentwicklungsgeschichtlich bedeutend, zudem gestalterisch singulär (einzigartige Dachgestaltung), seit 2019 zugehörig zur Kernzone des UNESCO-Welterbes Montanregion Erzgebirge/Krušnohoří | 09200485 |
|                                         | Wohn- und Geschäftshaus in geschlossener Bebauung und in Ecklage | Fischerstraße 1 (Karte)                                                                                            | Bezeichnet mit 1883 | Zwei zusammengefasste Gebäude, repräsentativer Bau in neobarocken Formen an der Erbischen Straße, schlichterer Bau an Fischerstraße etwas älter, bau- und stadtentwicklungsgeschichtlich bedeutend, seit 2019 zugehörig zur Kernzone des UNESCO-Welterbes Montanregion Erzgebirge/Krušnohoří | 09200358 |
|                                         | Wohnhaus in geschlossener Bebauung | Fischerstraße 2, 2a (Karte)                                                                                        | 1861 | Auffälliges Eckgebäude mit streng horizontal gegliederter Neorenaissancefassade, Teil des Straßenensembles der Erbischen Straße, stadtentwicklungsgeschichtlich bedeutend und ortsbildprägend (charakteristisch für Erscheinungsbild der im 19. Jahrhundert zur Geschäftsstraße avancierten Erbischen Straße), seit 2019 zugehörig zur Kernzone des UNESCO-Welterbes Montanregion Erzgebirge/Krušnohoří | 09200425 |
|                                         | Wohnhaus in geschlossener Bebauung | Fischerstraße 3 (Karte)                                                                                            | Um 1555 | Charakteristisches Bürgerhaus des 16. Jahrhunderts, barock überformt (Erdgeschoss) mit Steildach und Fenstergewänden im Obergeschoss, die Profilierung der Renaissance erahnen lassen, bau- und stadtentwicklungsgeschichtlich bedeutend, seit 2019 zugehörig zur Kernzone des UNESCO-Welterbes Montanregion Erzgebirge/Krušnohoří | 09200359 |
|                                         | Wohn- und Geschäftshaus in halboffener Bebauung | Fischerstraße 4a (Karte)                                                                                           | Bezeichnet mit 1896 | Repräsentativer Gründerzeitbau, mit Stilelementen der Deutschen Renaissance, auffälliger Stufengiebel, bau- und stadtentwicklungsgeschichtlich bedeutend, seit 2019 zugehörig zur Kernzone des UNESCO-Welterbes Montanregion Erzgebirge/Krušnohoří | 09200360 |
|                                         | Wohnhaus in geschlossener Bebauung | Fischerstraße 5 (Karte)                                                                                            | Zwischen 1484 und 1700 | Heute als Hotel genutzt, breit gelagerter Bau mit Satteldach, Akzente setzen das Korbbogenportal und die Fenstergewände, bau- und stadtentwicklungsgeschichtlich bedeutend, seit 2019 zugehörig zur Kernzone des UNESCO-Welterbes Montanregion Erzgebirge/Krušnohoří | 08992421 |
|                                         | Wohnhaus in Ecklage und geschlossener Bebauung | Fischerstraße 6 (Karte)                                                                                            | 18. Jahrhundert | Markante Ladenzone im Erdgeschoss, repräsentativer Bau mit hohem Mansarddach, das Erdgeschoss genutet, bau- und stadtentwicklungsgeschichtlich bedeutend, seit 2019 zugehörig zur Kernzone des UNESCO-Welterbes Montanregion Erzgebirge/Krušnohoří | 09200028 |
|                                         | Wohnhaus in Ecklage und geschlossener Bebauung | Fischerstraße 6a (Karte)                                                                                           | Um 1550 | Renaissancegebäude mit profilierten Gewänden und Steildach, später überformt, bau- und stadtentwicklungsgeschichtlich bedeutend, seit 2019 zugehörig zur Kernzone des UNESCO-Welterbes Montanregion Erzgebirge/Krušnohoří. Laut Fassadeninschrift im Jahr 1628 als Laden eingerichtet von Emil Lange, 1858 mit einem Nebengebäude ergänzt, zuletzt 1908 überformt. | 09200363 |
|                                         | Wohnhaus in geschlossener Bebauung | Fischerstraße 7 (Karte)                                                                                            | Um 1584 | Lang gestreckter Bau mit Renaissancegewänden im ersten Obergeschoss, später überformt, bau- und stadtentwicklungsgeschichtlich bedeutend, seit 2019 zugehörig zur Kernzone des UNESCO-Welterbes Montanregion Erzgebirge/Krušnohoří | 09200361 |
|                                         | Wohnhaus in geschlossener Bebauung | Fischerstraße 13 (Karte)                                                                                           | Letztes Viertel 16. Jahrhundert | Weitestgehend ursprünglich erhaltener Bau aus dem Ende des 16. Jahrhunderts mit unregelmäßiger Fenstergliederung im Obergeschoss, bau- und stadtentwicklungsgeschichtlich bedeutend, seit 2019 zugehörig zur Kernzone des UNESCO-Welterbes Montanregion Erzgebirge/Krušnohoří | 09200364 |
|                                         | Wohnhaus in geschlossener Bebauung | Fischerstraße 14 (Karte)                                                                                           | 1877 | Hier wurde im Januar 1919 die Ortsgruppe Freiberg der KPD gegründet (Tafel an der Ecke), lokalgeschichtliches Denkmal von Belang für Deutung einer Epoche (Geschichte der Weimarer Republik, Parteiengeschichte des 20. Jahrhunderts usw.), geschichtlich und städtebaulich von Bedeutung, seit 2019 zugehörig zur Kernzone des UNESCO-Welterbes Montanregion Erzgebirge/Krušnohoří | 09200424 |
|                                         | Wohnhaus in geschlossener Bebauung | Fischerstraße 15 (Karte)                                                                                           | Zwischen 1484 und 1700 | Weitestgehend ursprünglich erhaltener Bau mit unregelmäßiger Fenstergliederung im Obergeschoss, bau- und stadtentwicklungsgeschichtlich bedeutend, seit 2019 zugehörig zur Kernzone des UNESCO-Welterbes Montanregion Erzgebirge/Krušnohoří | 09200365 |
|                                         | Wohnhaus in geschlossener Bebauung | Fischerstraße 20 (Karte)                                                                                           | 3. Viertel 19. Jahrhundert | Putzbau mit sparsamem Dekor, fünf Dachhäuschen, baugeschichtlich bedeutend und im Zusammenhang mit Altstadt stadtentwicklungsgeschichtlich von Belang, seit 2019 zugehörig zur Kernzone des UNESCO-Welterbes Montanregion Erzgebirge/Krušnohoří | 09200839 |
|                                         | Keller, Wandbögen mit Konsolen und Ladeneinbau | Fischerstraße 23 (Karte)                                                                                           | 15./16. Jahrhundert (Keller) | Baugeschichtlich wertvolle Bauteile, seit 2019 zugehörig zur Kernzone des UNESCO-Welterbes Montanregion Erzgebirge/Krušnohoří | 09201088 |
|                                         | Wohnhaus in geschlossener Bebauung | Fischerstraße 25 (Karte)                                                                                           | Ende 16. Jahrhundert | Kleinbürgerhaus der Renaissance mit profilierten Fenstergewänden und Steildach, im 19. Jahrhundert überformt, bau- und stadtentwicklungsgeschichtlich bedeutend, seit 2019 zugehörig zur Kernzone des UNESCO-Welterbes Montanregion Erzgebirge/Krušnohoří | 09200368 |
|                                         | Wohnhaus in geschlossener Bebauung | Fischerstraße 26 (Karte)                                                                                           | 1. Hälfte 19. Jahrhundert | Schlichter Putzbau mit acht Achsen, stadtentwicklungsgeschichtlich bedeutend, seit 2019 zugehörig zur Kernzone des UNESCO-Welterbes Montanregion Erzgebirge/Krušnohoří | 09200610 |
| Weitere Bilder                          | Wohnhaus in geschlossener Bebauung mit Hintergebäude | Fischerstraße 27 (Karte)                                                                                           | Um 1570 | Repräsentatives Bürgerhaus der Renaissance mit profilierten sowie architravierten Gewänden und Steildach später leicht überformt, bau- und stadtentwicklungsgeschichtlich bedeutend, seit 2019 zugehörig zur Kernzone des UNESCO-Welterbes Montanregion Erzgebirge/Krušnohoří | 09200369 |
|                                         | Wohnhaus in halboffener Bebauung in Ecklage | Fischerstraße 28 (Karte)                                                                                           | 1874 | Gründerzeitlicher Bau mit westlichen Holzveranden, stadtentwicklungsgeschichtlich bedeutend, seit 2019 zugehörig zur Kernzone des UNESCO-Welterbes Montanregion Erzgebirge/Krušnohoří | 09200357 |
|                                         | Wohnhaus in geschlossener Bebauung mit Hintergebäude | Fischerstraße 29 (Karte)                                                                                           | Um 1600 | Bürgerhaus der Renaissance mit profilierten und architravierten Gewänden sowie Steildach, im 19. Jahrhundert überformt, bau- und stadtentwicklungsgeschichtlich bedeutend, seit 2019 zugehörig zur Kernzone des UNESCO-Welterbes Montanregion Erzgebirge/Krušnohoří | 09200370 |
|                                         | Wohnhaus in geschlossener Bebauung | Fischerstraße 31 (Karte)                                                                                           | Mitte 16. Jahrhundert | Bürgerhaus der Renaissance, später stark überformt, bau- und stadtentwicklungsgeschichtlich bedeutend, seit 2019 zugehörig zur Kernzone des UNESCO-Welterbes Montanregion Erzgebirge/Krušnohoří | 09200371 |
|                                         | Wohnhaus in geschlossener Bebauung | Fischerstraße 33 (Karte)                                                                                           | Nach 1523 | Charakteristisches Bürgerhaus in barocken Formen (im Kern älter), bau- und stadtentwicklungsgeschichtlich bedeutend, seit 2019 zugehörig zur Kernzone des UNESCO-Welterbes Montanregion Erzgebirge/Krušnohoří | 09200605 |
|                                         | Lomonossow-Gedenktafel | Fischerstraße 41 (Karte)                                                                                           | Um 1970 | Personengeschichtlich bedeutend, seit 2019 zugehörig zur Kernzone des UNESCO-Welterbes Montanregion Erzgebirge/Krušnohoří | 09200609 |
|                                         | Mietshaus in geschlossener Bebauung | Fischerstraße 49 (Karte)                                                                                           | Um 1860 | Ortsbildprägendes Eckgebäude mit Turm über polygonalem Grundriss (siehe auch Schillerstraße 16), zudem stadtentwicklungsgeschichtlich bedeutend, seit 2019 zugehörig zur Kernzone des UNESCO-Welterbes Montanregion Erzgebirge/Krušnohoří | 09200611 |
|                                         | Straßenpflaster | Gerbergasse (Karte)                                                                                                | 16.–18. Jahrhundert | Orts- und stadtentwicklungsgeschichtlich bedeutend, zudem von Belang für Ortsbild, seit 2019 zugehörig zur Kernzone des UNESCO-Welterbes Montanregion Erzgebirge/Krušnohoří | 09200636 |
|                                         | Wohnhaus in halboffener Bebauung | Gerbergasse 2 (Karte)                                                                                              | 3. Drittel 16. Jahrhundert | Renaissancegebäude mit profilierten Gewänden, später überformt, bau- und stadtentwicklungsgeschichtlich bedeutend, seit 2019 zugehörig zur Kernzone des UNESCO-Welterbes Montanregion Erzgebirge/Krušnohoří | 09200645 |
|                                         | Wohnhaus in halboffener Bebauung | Gerbergasse 7 (Karte)                                                                                              | Spätes 16. Jahrhundert / 17. Jahrhundert | Gebäude der Spätrenaissance, später überformt, bau- und stadtentwicklungsgeschichtlich bedeutend, seit 2019 zugehörig zur Kernzone des UNESCO-Welterbes Montanregion Erzgebirge/Krušnohoří | 09200644 |
|                                         | Wohnhaus in geschlossener Bebauung | Gerbergasse 9 (Karte)                                                                                              | Nach 1800 | Charakteristischer Bau aus der Zeit nach 1800, bau- und stadtentwicklungsgeschichtlich bedeutend, seit 2019 zugehörig zur Kernzone des UNESCO-Welterbes Montanregion Erzgebirge/Krušnohoří | 09200643 |
|                                         | Wohnhaus in geschlossener Bebauung | Gerbergasse 13 (Karte)                                                                                             | Um 1800, im Kern älter | Charakteristischer Bau mit Steildach und Segmentbogenportal, bau- und stadtentwicklungsgeschichtlich bedeutend, seit 2019 zugehörig zur Kernzone des UNESCO-Welterbes Montanregion Erzgebirge/Krušnohoří | 09200642 |
|                                         | Wohnhaus in halboffener Bebauung | Gerbergasse 15 (Karte)                                                                                             | Spätes 15. Jahrhundert bis um 1700 | Markanter Bau mit hohem Giebel zur Aschgasse, bau- und stadtentwicklungsgeschichtliche Bedeutung, seit 2019 zugehörig zur Kernzone des UNESCO-Welterbes Montanregion Erzgebirge/Krušnohoří | 09200641 |
| Weitere Bilder                          | Schulgebäude über E-förmigem Grundriss (Gymnasium Albertinum, Geschwister-Scholl-Gymnasium) | Geschwister-Scholl-Straße 1 (Karte)                                                                                | 1873–1875 | Breitgelagerter, repräsentativer Bau mit hervorgehobenem Mittelteil, als eines der aufwändigsten Historismusgebäude von Freiberg und Beispiel der sogenannten Dresdner Schule (Semper-Nicolai-Stil) von besonderer baugeschichtlicher Bedeutung, außerdem ortsgeschichtlich (traditionelles Gymnasium der Stadt) und künstlerisch bedeutend, seit 2019 zugehörig zur Kernzone des UNESCO-Welterbes Montanregion Erzgebirge/Krušnohoří | 09200580 |
|                                         | Wohnhaus und Einfriedungsmauer (sogenannte Fronfeste) | Geschwister-Scholl-Straße 2, 4 (Karte)                                                                             | Um 1800 | Breit gelagerter Putzbau mit Krüppelwalmdach, ortsgeschichtlich bedeutsamer Bau, seit 2019 zugehörig zur Kernzone des UNESCO-Welterbes Montanregion Erzgebirge/Krušnohoří, als Ort einer frühen Haftstätte (Konzentrationslager) der NS-Zeit auch zeitgeschichtlich von Bedeutung | 09200700 |
|                                         | Ehemaliges Produktionsgebäude, heute Wohnhaus in halboffener Bebauung (Königliche Schrotfabrik, Reicher Trost Schacht) | Helmertplatz 1 (Karte)                                                                                             | 1850/1851 | Klar gegliederter spätbiedermeierlicher Bau, bau- und stadtentwicklungsgeschichtlich bedeutend, aufgrund des Standortes und des produktionsgeschichtlichen Kontextes zudem von orts-, bergbau- und technikgeschichtlichem Wert, seit 2019 zugehörig zur Kernzone des UNESCO-Welterbes Montanregion Erzgebirge/Krušnohoří. Das heutige Wohnhaus wurde in den Jahren 1850/51 als Königliche Schrotfabrik zu Freiberg über dem Schacht der Grube Reicher Trost errichtet. Diese gehört zu den ältesten urkundlich belegten Gruben Freibergs. Abgebaut wurden Erze auf dem hier in ca. 60 Metern Tiefe und in nordsüdlicher Richtung verlaufenden Haupterzgang des Reviers, den Hauptstollngang Stehenden. Die Grubenentwässerung erfolgte über den Alten Tiefen Fürstenstolln, der dem Erzgang vom Tal der Freiberger Mulde bei Tuttendorf aus bis zum Reicher Trost Schacht folgte und sich dort dann in zwei Stollnflügel zu den Himmelsfürster bzw. Erbisdorfer Gruben aufteilte. Noch im 17. Jahrhundert in Betrieb, wurde der Schacht spätestens zur Mitte des 19. Jahrhunderts für bergbauliche Zwecke aufgegeben und konnte so in den Prozess der Schrotproduktion eingebunden werden. Das verarbeitete Blei stammte aus den fiskalischen Hüttenwerken zu Halsbrücke und Muldenhütten. In einem Schmelzkessel verflüssigt, goss man das Blei durch ein Sieb, die sogenannte Schrotform, in den Schacht. Die sich bildenden Bleitropfen nahmen während des Herabfallens Kugelform an, erstarrten und fielen in ein wassergefülltes hölzernes Auffanggefäß unten im Schacht. Die Schrote wurden anschließend mit einer gasmotorbetriebenen Haspel aus dem Schacht zurück in das Produktionsgebäude gefördert und dort poliert sowie für den Verkauf sortiert. Heute markiert die ehemalige Schrotfabrik zunächst den Standort einer der ältesten Gruben der Stadt und macht – zusammen mit anderen bergbaulichen Anlagen – den Verlauf des für das Freiberger Revier einst bedeutenden Alten Tiefen Fürstenstollns im Stadtbild sichtbar. Vor allem aber zeugt das Gebäude von der Nähe der Bleihütten profitierenden Schrotproduktion nach dem Turmgießverfahren. Im Gegensatz zu anderen derartigen Fabriken, die zu diesem Zweck Schrottürme und selten auch -schächte anlegen, konnte hier eine bestehende Schachtröhre diese Funktion übernehmen. Abgesehen von baugeschichtlichen Bedeutung angesichts der vergleichsweise aufwändigen Gestaltung eines einfachen Produktionsgebäudes kommt diesem daher auch ein bergbaugeschichtlicher, vor allem aber eine besondere technikgeschichtliche Bedeutung zu. | 09200431 |
|                                         | Mietshaus in halboffener Bebauung | Helmertplatz 4 (Karte)                                                                                             | 1906–1907 | Repräsentativer Jugendstilbau mit original erhaltener Fassadengestaltung, baugeschichtlich und stadtentwicklungsgeschichtlich bedeutend, zudem künstlerisch von Belang, seit 2019 zugehörig zur Kernzone des UNESCO-Welterbes Montanregion Erzgebirge/Krušnohoří | 09200432 |
|                                         | Fassade eines Wohnhauses in halboffener Bebauung | Herderstraße 1 (Karte)                                                                                             | Um 1550 | Kleinbürgerhaus der Renaissance, im Obergeschoss profilierte und architravierte Fenster, typisches Achsenverhältnis, Erdgeschossfassade überformt, bau- und stadtentwicklungsgeschichtlich bedeutend, seit 2019 zugehörig zur Kernzone des UNESCO-Welterbes Montanregion Erzgebirge/Krušnohoří | 09200806 |
| Weitere Bilder                          | Wohnhaus, später Schulgebäude (Herder-Haus, später Knabenbürgerschule) | Herderstraße 2 (Karte)                                                                                             | Um 1624 (Wohnhaus); ab 1848 (Schule) | Repräsentatives, breitgelagertes Gebäude mit zwei großen Portalen und weiteren bemerkenswerten Architekturdetails (auch an Hoffront und im Innern), einst Wohnhaus des Oberberghauptmanns von Herder und seit 1848 Knabenbürgerschule, künstlerisch, bau-, orts- personen- und stadtentwicklungsgeschichtlich bedeutend, seit 2019 zugehörig zur Kernzone des UNESCO-Welterbes Montanregion Erzgebirge/Krušnohoří | 09200492 |
| Weitere Bilder                          | Wohnhaus in geschlossener Bebauung | Herderstraße 3 (Karte)                                                                                             | Um 1548 | Weitgehend original erhaltene Renaissancefassade mit profilierten Fenstergewänden, bemerkenswertem Groteskenportal und Steildach, künstlerisch, bau- und stadtentwicklungsgeschichtlich wertvoll, Portal auch von singulärer gestalterischer Bedeutung, seit 2019 zugehörig zur Kernzone des UNESCO-Welterbes Montanregion Erzgebirge/Krušnohoří | 09200491 |
|                                         | Wohnhaus in geschlossener Bebauung | Herderstraße 5 (Karte)                                                                                             | 1531/1532 | Renaissancegebäude, Aufstockung um ein Geschoss im 19. Jahrhundert, bau- und stadtentwicklungsgeschichtlich bedeutend, seit 2019 zugehörig zur Kernzone des UNESCO-Welterbes Montanregion Erzgebirge/Krušnohoří | 09200807 |
|                                         | Wohnhaus in geschlossener Bebauung | Herderstraße 6 (Karte)                                                                                             | Mitte 16. Jahrhundert | Im Kern spätgotisches Gebäude mit bemerkenswerten Stabwerkprofilen im ersten Obergeschoss und Steildach, das im 18. Jahrhundert überformt wurde, bau- und stadtentwicklungsgeschichtlich bedeutend, seit 2019 zugehörig zur Kernzone des UNESCO-Welterbes Montanregion Erzgebirge/Krušnohoří | 09200489 |
|                                         | Wohnhaus in geschlossener Bebauung | Herderstraße 7 (Karte)                                                                                             | Zwischen 1484 und um 1700 | Renaissancegebäude, im 19. Jahrhundert grundlegend überformt, mit Nachbargebäuden wichtig für Ortsbild (Ensemblewirkung), bau- und stadtentwicklungsgeschichtlich bedeutend, seit 2019 zugehörig zur Kernzone des UNESCO-Welterbes Montanregion Erzgebirge/Krušnohoří | 09200809 |
|                                         | Wohnhaus in geschlossener Bebauung | Herderstraße 8 (Karte)                                                                                             | Nach 1900 | Fassade mit historisierenden im Sinne des Jugendstils veränderten Elementen, Zeugnis der Architektur nach 1900, zudem Ensemble mit aufwändigerem Eckgebäude, baugeschichtlich bedeutend, wichtig für Ortsbild, seit 2019 zugehörig zur Kernzone des UNESCO-Welterbes Montanregion Erzgebirge/Krušnohoří | 09200808 |
|                                         | Wohnhaus in geschlossener Bebauung | Herderstraße 9 (Karte)                                                                                             | 1887 | Markanter Historismusbau mit kräftig hervortretendem Fassadenschmuck und Resten der ursprünglichen Ladengestaltung, bau- und stadtentwicklungsgeschichtlich bedeutend, seit 2019 zugehörig zur Kernzone des UNESCO-Welterbes Montanregion Erzgebirge/Krušnohoří | 09200490 |
|                                         | Mietshaus in Ecklage und geschlossener Bebauung | Herderstraße 10 (Karte)                                                                                            | 1906–1907 | Original erhaltener Bau der Jahrhundertwende mit aufwändiger Jugendstilornamentik und historisierenden Elementen, bau- und stadtentwicklungsgeschichtlich bedeutend, auf Grund seiner markanten Ecklage auch städtebaulich von Belang (ortsbildprägend), seit 2019 zugehörig zur Kernzone des UNESCO-Welterbes Montanregion Erzgebirge/Krušnohoří | 09200488 |
|                                         | Wohnhaus in Ecklage und geschlossener Bebauung | Herderstraße 11 (Moritzstraße 24) (Karte)                                                                          | 1887 | Markantes gründerzeitliches Gebäude mit historisierender Fassadengestaltung, bau- und stadtentwicklungsgeschichtlich bedeutend, seit 2019 zugehörig zur Kernzone des UNESCO-Welterbes Montanregion Erzgebirge/Krušnohoří | 09200547 |
|                                         | Straßenpflaster | Heubnerstraße (Karte)                                                                                              | Um 1900 | Qualitätvolles Mosaikpflaster in Form einer stilisierten Blume, künstlerisch bedeutend, in dieser Form in Freiberg und darüber hinaus selten (Singularität), seit 2019 zugehörig zur Kernzone des UNESCO-Welterbes Montanregion Erzgebirge/Krušnohoří | 09200496 |
|                                         | Mietshaus in Ecklage und geschlossener Bebauung | Heubnerstraße 1 (Karte)                                                                                            | 1885 | Klar gegliederte Historismusfassade mit einheitlich gestalteten Fenstereinfassungen, welche die ortsbildprägende Wirkung unterstreichen, stadtentwicklungsgeschichtlich bedeutend, seit 2019 zugehörig zur Kernzone des UNESCO-Welterbes Montanregion Erzgebirge/Krušnohoří | 09200463 |
|                                         | Wohnhaus in geschlossener Bebauung | Heubnerstraße 2 (Karte)                                                                                            | Vor 1547 | Im Kern noch Substanz aus dem 16. Jahrhundert, grundlegende Änderung mit Ladeneinbau und Erhöhung um ein Geschoss im 19. Jahrhundert, bau- und stadtentwicklungsgeschichtlich bedeutend, seit 2019 zugehörig zur Kernzone des UNESCO-Welterbes Montanregion Erzgebirge/Krušnohoří | 09200898 |
|                                         | Wohnhaus in geschlossener Bebauung | Heubnerstraße 3 (Karte)                                                                                            | 1520/1530 | Freiberger Renaissancehaus mit typischem Achsenverhältnis, profilierten Fenstergewänden in allen Geschossen, Steildach und ursprünglichem Grundriss (Dreizellentyp), künstlerisch, bau- und stadtentwicklungsgeschichtlich bedeutend, seit 2019 zugehörig zur Kernzone des UNESCO-Welterbes Montanregion Erzgebirge/Krušnohoří | 09200464 |
|                                         | Wohnhaus in geschlossener Bebauung | Heubnerstraße 4 (Karte)                                                                                            | Ab 1529 | Ursprünglich Renaissancebau, im 19. Jahrhundert grundlegender Umbau, wohlproportionierte symmetrisch gestalteter Fassade, bau- und stadtentwicklungsgeschichtlich bedeutend, seit 2019 zugehörig zur Kernzone des UNESCO-Welterbes Montanregion Erzgebirge/Krušnohoří | 09200498 |
|                                         | Wohnhaus in geschlossener Bebauung | Heubnerstraße 6 (Karte)                                                                                            | Nach 1531 | Ursprünglich Renaissancebau, Ende des 19. Jahrhunderts grundlegender Umbau, als Eckdominante vor allem städtebaulich von Belang, darüber hinaus mit für Freiberg unverwechselbarer historisierender Fassadengestaltung einschließlich wuchtigem, rustikaartig gestaltetem Erdgeschoss, marmorierten Säulen usw., städtebaulich, bau- und stadtentwicklungsgeschichtlich bedeutend, seit 2019 zugehörig zur Kernzone des UNESCO-Welterbes Montanregion Erzgebirge/Krušnohoří | 09200497 |
|                                         | Wohnhaus in geschlossener Bebauung | Heubnerstraße 7 (Karte)                                                                                            | Um 1600 | Um 1600 entstandener Bau mit typischen Renaissancegewänden, nach 1800 Umgebau und Aufgestockung, aus dieser Zeit charakteristische biedermeierliche bzw. spätklassizistische Eingangstür, baugeschichtlich, zum Teil künstlerisch (Tür) und stadtentwicklungsgeschichtlich bedeutend, seit 2019 zugehörig zur Kernzone des UNESCO-Welterbes Montanregion Erzgebirge/Krušnohoří | 09200465 |
|                                         | Mietshaus in geschlossener Bebauung | Heubnerstraße 8 (Karte)                                                                                            | 1908 | Weitgehend original erhaltener Historismusbau, Keller mit Mittelsäule (16. Jahrhundert), bau- und stadtentwicklungsgeschichtlich bedeutend, seit 2019 zugehörig zur Kernzone des UNESCO-Welterbes Montanregion Erzgebirge/Krušnohoří | 09200493 |
|                                         | Wohnhaus in offener Bebauung | Heubnerstraße 9 (Karte)                                                                                            | Zwischen 1531 und 1541 | Im Kern Renaissancebau mit typischer Fensterteilung, später überformt, bau- und stadtentwicklungsgeschichtlich bedeutend, seit 2019 zugehörig zur Kernzone des UNESCO-Welterbes Montanregion Erzgebirge/Krušnohoří | 08992514 |
|                                         | Wohnhaus in geschlossener Bebauung | Heubnerstraße 11 (Karte)                                                                                           | 1. Viertel 19. Jahrhundert | Markantes spätbarockes Eckgebäude mit geohrtem Segmentbogenportal, axialer Fassadengliederung und hohem Steildach, bau- und stadtentwicklungsgeschichtlich bedeutend, seit 2019 zugehörig zur Kernzone des UNESCO-Welterbes Montanregion Erzgebirge/Krušnohoří | 09200466 |
|                                         | Wohnhaus in geschlossener Bebauung | Heubnerstraße 12 (Karte)                                                                                           | Um 1518 | Charakteristisches Gebäude mit hohem Steildach, im Kern wohl noch 16. Jahrhundert, bau- und stadtentwicklungsgeschichtlich bedeutend, seit 2019 zugehörig zur Kernzone des UNESCO-Welterbes Montanregion Erzgebirge/Krušnohoří | 09200553 |
|                                         | Wohnhaus in geschlossener Bebauung | Heubnerstraße 13 (Karte)                                                                                           | 18. Jahrhundert, im Kern älter | Weitgehend original erhaltener Barockbau mit Segmentbogenportal, hohem Steildach einschl. Fledermausgaupen, mit Renaissancekern, wirkt in den Straßenraum des kleineren Stücks der Heubnerstraße, städtebaulich (ortsbildprägend), bau- und stadtentwicklungsgeschichtlich bedeutend, seit 2019 zugehörig zur Kernzone des UNESCO-Welterbes Montanregion Erzgebirge/Krušnohoří | 09200495 |
|                                         | Verwaltungsgebäude (Kreisamtshaus, Stadthaus II) | Heubnerstraße 15 (Karte)                                                                                           | 16. Jahrhundert, im Kern älter | Markanter Bau aus der Mitte des 19. Jahrhunderts, Reste eines vermutlich hochmittelalterlichen Steinhauses im östlichen Giebelbereich erhalten, mehrfache Umbauten, architektonisch und städtebaulich bemerkenswert, zudem wird es mit Richard Wagner in Verbindung gebracht (Tafel), bau-, orts- personen- (Erinnerungswert) und stadtentwicklungsgeschichtlich bedeutend, seit 2019 zugehörig zur Kernzone des UNESCO-Welterbes Montanregion Erzgebirge/Krušnohoří | 09200494 |
|                                         | Mietshaus in Ecklage und geschlossener Bebauung | Heubnerstraße 22 (Karte)                                                                                           | Nach 1891 | Charakteristisches kleinstädtisches Gründerzeitgebäude mit schlichter, aber ausgewogener Fassade und hervorgehobener Ecke, bau- und stadtentwicklungsgeschichtlich bedeutend, seit 2019 zugehörig zur Kernzone des UNESCO-Welterbes Montanregion Erzgebirge/Krušnohoří | 09201082 |
|                                         | Abschnitt der Stadtmauer (Einzeldenkmal der Sachgesamtheit 09200740) | Hornstraße 35 (bei) (Karte)                                                                                        | Ab 1397 | Einzeldenkmal der Sachgesamtheit Promenadenring und Stadtmauer; historische Stadtbefestigung, eine der wenigen in dieser Form noch erhaltenen spätmittelalterlichen Anlagen in Sachsen, bau-, orts-, stadtentwicklungsgeschichtlich und städtebaulich bedeutend sowie mit Seltenheitswert, seit 2019 zugehörig zur Kernzone des UNESCO-Welterbes Montanregion Erzgebirge/Krušnohoří | 09305709 |
| Weitere Bilder                          | Kursächsische Postmeilensäule Hornstraße Freiberg | Hornstraße/Erbische Straße (Karte)                                                                                 | 1723 | Kursächsische Distanzsäule, verkehrsgeschichtlich und ortsgeschichtlich von Bedeutung, seit 2019 zugehörig zur Pufferzone des UNESCO-Welterbes Montanregion Erzgebirge/Krušnohoři. | 09200395 |
|                                         | Wohnhaus in geschlossener Bebauung | Jakobigasse 5 (Karte)                                                                                              | Um 1600 | Charakteristisches Kleinbürgerhaus, wohl noch mit Substanz aus dem 16. Jahrhundert, bau- und stadtentwicklungsgeschichtlich sowie für das Ortsbild bedeutsam, seit 2019 zugehörig zur Kernzone des UNESCO-Welterbes Montanregion Erzgebirge/Krušnohoří | 09200718 |
|                                         | Wohnhaus in geschlossener Bebauung | Jakobigasse 7 (Karte)                                                                                              | 1575/1588 | Charakteristisches Kleinbürgerhaus, wohl noch mit Substanz aus dem 16. Jahrhundert, stadtentwicklungs- und architekturgeschichtlich bedeutend, wichtig für das Ortsbild, seit 2019 zugehörig zur Kernzone des UNESCO-Welterbes Montanregion Erzgebirge/Krušnohoří | 09200719 |
|                                         | Wohnhaus in geschlossener Bebauung | Kaufhausgasse 1 (Karte)                                                                                            | Um 1500 | Durch seine Ecklage hervorgehoben, Renaissancebau mit Stabwerk und Vorhangbogenfenstern sowie mit hohem weithin sichtbaren Steildach, bau- und stadtentwicklungsgeschichtlich bedeutend, zudem im Zusammenhang mit Obermarktensemble von singulärer städtebaulicher Bedeutung, seit 2019 zugehörig zur Kernzone des UNESCO-Welterbes Montanregion Erzgebirge/Krušnohoří | 09200420 |
| Weitere Bilder                          | Wohnhaus in offener Bebauung | Kaufhausgasse 9 (Karte)                                                                                            | Bezeichnet mit 1525 | Wohl eines der ältesten Gebäude in Freiberg, charakteristischer giebelständiger Bau der Spätgotik, bau- und stadtentwicklungsgeschichtlich wertvoll, zudem von singulärer Bedeutung und mit seinem hohen Giebel auch städtebaulich von Belang, seit 2019 zugehörig zur Kernzone des UNESCO-Welterbes Montanregion Erzgebirge/Krušnohoří | 09200323 |
|                                         | Wohnhaus in geschlossener Bebauung | Kesselgasse 1 (Karte)                                                                                              | Nach 1724 | Barocker Bau mit axialer Fenstergliederung und Steildach, Erdgeschosszone in der zweiten Hälfte des 19. Jahrhunderts überformt, bau- und stadtentwicklungsgeschichtlich bedeutend, seit 2019 zugehörig zur Kernzone des UNESCO-Welterbes Montanregion Erzgebirge/Krušnohoří | 09200339 |
|                                         | Wohn- und Geschäftshaus in Ecklage und geschlossener Bebauung | Kesselgasse 1a (Karte)                                                                                             | Bezeichnet mit 1887 | Eines der repräsentativsten Gründerzeitgebäude am Ort mit aufwändiger historisierender Fassadengestaltung, im Erdgeschoss Schaufensterfront, bau- und stadtentwicklungsgeschichtlich bedeutend, zudem in dieser Form einzigartig in Freiberg (Singularität), seit 2019 zugehörig zur Kernzone des UNESCO-Welterbes Montanregion Erzgebirge/Krušnohoří | 09200338 |
|                                         | Wohn- und Geschäftshaus in geschlossener Bebauung | Kesselgasse 2 (Karte)                                                                                              | 1887 | Eindrucksvolles historisierendes Eckgebäude mit kräftigen Fenstereinfassungen und horizontaler Gliederung, im Stil der Neorenaissance erbaut, bau- und stadtentwicklungsgeschichtlich bedeutend, zudem auch gestalterisch qualitätvoll, seit 2019 zugehörig zur Kernzone des UNESCO-Welterbes Montanregion Erzgebirge/Krušnohoří | 09200336 |
|                                         | Wohnhaus in geschlossener Bebauung | Kesselgasse 3 (Karte)                                                                                              | 1. Hälfte 18. Jahrhundert | Barocker Bau mit axialer Fassadengliederung und Steildach, stadtentwicklungsgeschichtlich bedeutend, seit 2019 zugehörig zur Kernzone des UNESCO-Welterbes Montanregion Erzgebirge/Krušnohoří | 09200340 |
|                                         | Wohnhaus mit angebautem Hintergebäude in geschlossener Bebauung | Kesselgasse 4 (Karte)                                                                                              | Nach 1724 | Weitgehend ursprünglich erhaltenes Gebäude aus dem 18. Jahrhundert, stadtentwicklungsgeschichtlich bedeutend, seit 2019 zugehörig zur Kernzone des UNESCO-Welterbes Montanregion Erzgebirge/Krušnohoří | 09200374 |
|                                         | Wohnhaus in geschlossener Bebauung | Kesselgasse 5 (Karte)                                                                                              | Um 1590 | Renaissancegebäude mit profilierten Fenstergewänden im ersten und zweiten Obergeschoss, bau- und stadtentwicklungsgeschichtlich bedeutend, seit 2019 zugehörig zur Kernzone des UNESCO-Welterbes Montanregion Erzgebirge/Krušnohoří | 09200372 |
|                                         | Wohnhaus mit angebautem Hintergebäude in geschlossener Bebauung | Kesselgasse 6 (Karte)                                                                                              | Nach 1724 | Weitgehend ursprünglich erhaltener Barockbau (vor allem das Innere betreffend), 1887 aufgestockt und Fassade zum Teil verändert, stadtentwicklungsgeschichtlich bedeutend, im Zusammenhang mit benachbarten Gebäuden wichtig für Ortsbild, seit 2019 zugehörig zur Kernzone des UNESCO-Welterbes Montanregion Erzgebirge/Krušnohoří | 09200375 |
|                                         | Wohnhaus in geschlossener Bebauung mit Hintergebäude einschließlich Arkadengang zum Hof | Kesselgasse 7 (Karte)                                                                                              | 1769 | Typischer Barockbau mit axialer Fenstergliederung und geohrtem Segmentbogenportal, im Innern offenbar noch Substanz aus dem 16. Jahrhundert, bau- und stadtentwicklungsgeschichtlich bedeutend, seit 2019 zugehörig zur Kernzone des UNESCO-Welterbes Montanregion Erzgebirge/Krušnohoří | 09200373 |
|                                         | Wohnhaus in geschlossener Bebauung | Kesselgasse 8 (Karte)                                                                                              | Bezeichnet mit 1725 | Typischer Barockbau mit axialer Fenstergliederung und geohrtem Segmentbogenportal, bau- und stadtentwicklungsgeschichtlich bedeutend, seit 2019 zugehörig zur Kernzone des UNESCO-Welterbes Montanregion Erzgebirge/Krušnohoří | 09200376 |
|                                         | Wohnhaus in geschlossener Bebauung | Kesselgasse 9 (Karte)                                                                                              | 18. Jahrhundert | Im 19./20. Jahrhundert überformter Barockbau, im Kern wohl noch original, bau- und stadtentwicklungsgeschichtlich bedeutend, seit 2019 zugehörig zur Kernzone des UNESCO-Welterbes Montanregion Erzgebirge/Krušnohoří | 09200910 |
|                                         | Wohnhaus in geschlossener Bebauung | Kesselgasse 10 (Karte)                                                                                             | 18. Jahrhundert | Typischer Barockbau mit axialer Fenstergliederung und geohrtem Segmentbogenportal, bau- und stadtentwicklungsgeschichtlich bedeutend, seit 2019 zugehörig zur Kernzone des UNESCO-Welterbes Montanregion Erzgebirge/Krušnohoří | 09200377 |
|                                         | Wohnhaus in geschlossener Bebauung | Kesselgasse 12 (Karte)                                                                                             | Bezeichnet mit 1723 | Trotz neuen Ladeneinbaus weitgehend original erhaltener Bau aus dem 18. Jahrhundert, bau- und stadtentwicklungsgeschichtlich bedeutend, seit 2019 zugehörig zur Kernzone des UNESCO-Welterbes Montanregion Erzgebirge/Krušnohoří | 09200378 |
|                                         | Wohnhaus in geschlossener Bebauung | Kesselgasse 14 (Karte)                                                                                             | Um 1614 | Eindrucksvoller Renaissancebau mit profilierten Gewänden, sehr hohem Giebel (höchster freistehender Giebel der Altstadt) und einstigem Sitznischenportal, bau- und stadtentwicklungsgeschichtlich bedeutend, als einer der markantesten Freiberger Bürgerbauten auch von singulärer Bedeutung, zudem ortsbildprägend (Ausbildung der Dachlandschaft von Freiberg), seit 2019 zugehörig zur Kernzone des UNESCO-Welterbes Montanregion Erzgebirge/Krušnohoří | 09200379 |
|                                         | Wohnhaus in geschlossener Bebauung | Kesselgasse 20 (Karte)                                                                                             | 1545/1561 | Gebäude mit eindrucksvoller Renaissancekubatur und profilierten Fenstergewänden im Obergeschoss, im 18. Jahrhundert teilweise überformt (vor allem Erdgeschoss), bau- und stadtentwicklungsgeschichtlich bedeutend, seit 2019 zugehörig zur Kernzone des UNESCO-Welterbes Montanregion Erzgebirge/Krušnohoří | 09200504 |
|                                         | Wohnhaus in geschlossener Bebauung | Kesselgasse 22 (Karte)                                                                                             | Vor 1528 | Markantes Bürgerhaus aus dem 16. Jahrhundert mit spätgotischem Kern, Stabwerk und einfach profilierten Gewänden sowie hohes, charakteristisches Steildach, baugeschichtlich, künstlerisch (gestalterisch qualitätvoller Renaissancebau mit gotischen Elementen) und stadtentwicklungsgeschichtlich bedeutend, seit 2019 zugehörig zur Kernzone des UNESCO-Welterbes Montanregion Erzgebirge/Krušnohoří | 09200503 |
|                                         | Wohnhaus in geschlossener Bebauung | Kesselgasse 24 (Karte)                                                                                             | Bezeichnet mit 1534 | Heute als Weinstube St. Nicolai genutzt, Freiberger Kleinbürgerhaus aus dem 16. Jahrhundert mit gotischem Sitznischenportal, Fachwerkobergeschoss und Steildach, baugeschichtlich, künstlerisch und stadtentwicklungsgeschichtlich bedeutend, auf Grund des markanten Portals und des Fachwerks mit Andreaskreuzen (sehr selten) singulär, seit 2019 zugehörig zur Kernzone des UNESCO-Welterbes Montanregion Erzgebirge/Krušnohoří | 09200502 |
|                                         | Wohnhaus in Ecklage und geschlossener Bebauung | Kesselgasse 26 (Karte)                                                                                             | 2. Hälfte 16. Jahrhundert bis 17. Jahrhundert | Weitgehend original erhaltener Renaissancebau mit bemerkenswerter Ausstattung, bau- und stadtentwicklungsgeschichtlich bedeutend, Ausstattung mit Seltenheitswert (Singularität), seit 2019 zugehörig zur Kernzone des UNESCO-Welterbes Montanregion Erzgebirge/Krušnohoří | 09200500 |
|                                         | Wohnhaus (Zum Alten Brennmeister) | Kesselgasse 30 (Karte)                                                                                             | Um 1670 | Heute Gasthaus, von architekturhistorischem Wert sowie stadtentwicklungsgeschichtlicher und ortsgeschichtlicher Bedeutung (ungewöhnlich altes Gasthaus) , seit 2019 zugehörig zur Kernzone des UNESCO-Welterbes Montanregion Erzgebirge/Krušnohoří | 09200680 |
|                                         | Wohnhaus in geschlossener Bebauung | Kesselgasse 32 (Karte)                                                                                             | Zwischen 1484 und um 1700 | Markanter Bau mit hohem Steildach, von bau- und stadtbaugeschichtlicher Bedeutung, seit 2019 zugehörig zur Kernzone des UNESCO-Welterbes Montanregion Erzgebirge/Krušnohoří | 09200679 |
|                                         | Wohnhaus in geschlossener Bebauung | Kirchgäßchen 1 (Karte)                                                                                             | Letztes Viertel 15. Jahrhundert | Freiberger Bürgerhaus als Teil der spätmittelalterlichen Bebauung des Marktes, mit diesem Ensemble von einzigartiger städtebaulicher Bedeutung, innen bemerkenswerte spätgotische und renaissancezeitliche Ausstattung (Holzbalkendecke, Bohlenwand, Gewölbe, Stuckdecke ...), baugeschichtlich und künstlerisch bedeutend, zudem stadtentwicklungsgeschichtlich wertvoll, seit 2019 zugehörig zur Kernzone des UNESCO-Welterbes Montanregion Erzgebirge/Krušnohoří | 09200291 |
|                                         | Wohnhaus mit Zwischentrakt und Hintergebäude in geschlossener Bebauung | Kirchgäßchen 3 (Karte)                                                                                             | Bezeichnet mit 1538 (Hinterhaus); 1539 bis 1542 (Wohnhaus) | Charakteristisches Bürgerhaus der Renaissance mit hohem Schweifgiebel zum Obermarkt, Erdgeschoss 1891 überformt, künstlerisch, bau- und stadtentwicklungsgeschichtlich bedeutend, dabei Fassade mit lisenengegliedertem Schweifgiebel in Freiberg einzigartig, zudem im Zusammenhang mit Obermarktensemble von singulärem städtebaulichen Wert, seit 2019 zugehörig zur Kernzone des UNESCO-Welterbes Montanregion Erzgebirge/Krušnohoří | 09200967 |
|                                         | Wohnhaus in geschlossener Bebauung | Kirchgasse 1 (Karte)                                                                                               | Zwischen 1484 und um 1700 | Im Barock überformter Renaissancebau mit klar gegliederte Fassade, markantem Portal und ausgebautem Satteldach, bau- und stadtentwicklungsgeschichtlich bedeutend, im Zusammenhang mit unverwechselbarem Straßenzug auch städtebaulich von Belang, seit 2019 zugehörig zur Kernzone des UNESCO-Welterbes Montanregion Erzgebirge/Krušnohoří | 09200526 |
|                                         | Wohnhaus in geschlossener Bebauung | Kirchgasse 2 (Karte)                                                                                               | Um 1880 | Wohlproportionierter früher Historismusbau mit markanten Details, bau- und stadtentwicklungsgeschichtlich bedeutend, seit 2019 zugehörig zur Kernzone des UNESCO-Welterbes Montanregion Erzgebirge/Krušnohoří | 09200811 |
|                                         | Wohnhaus in geschlossener Bebauung | Kirchgasse 3 (Karte)                                                                                               | 16. Jahrhundert | Im Barock überformter Renaissancebau mit axialer Fassadengliederung, Segmentbogenportal und ausgebautem Dach, bau- und stadtentwicklungsgeschichtlich bedeutend, im Zusammenhang mit unverwechselbarem Straßenzug auch städtebaulich von Belang, seit 2019 zugehörig zur Kernzone des UNESCO-Welterbes Montanregion Erzgebirge/Krušnohoří | 09200527 |
|                                         | Wohnhaus in geschlossener Bebauung | Kirchgasse 5 (Karte)                                                                                               | Zwischen 1484 und um 1700 | Kleinbürgerhaus des 16. Jahrhunderts (Dreizellentyp) mit typischem Achsenverhältnis, Stabwerkgewänden im Obergeschoss und Steildach, 1821 leicht überformt, bau- und stadtentwicklungsgeschichtlich bedeutend, im Zusammenhang mit unverwechselbarem Straßenzug auch städtebaulich von Belang, seit 2019 zugehörig zur Kernzone des UNESCO-Welterbes Montanregion Erzgebirge/Krušnohoří | 09200528 |
|                                         | Wohnhaus in geschlossener Bebauung | Kirchgasse 6 (Karte)                                                                                               | 1537/1539 | Zeittypisches Kleinbürgerhaus der Renaissance (Dreizellentyp) mit der üblichen Achsenverteilung und Steildach, im 18. Jahrhundert vor allem Fassade überformt, bau- und stadtentwicklungsgeschichtlich bedeutend, seit 2019 zugehörig zur Kernzone des UNESCO-Welterbes Montanregion Erzgebirge/Krušnohoří | 09200516 |
|                                         | Wohnhaus in geschlossener Bebauung | Kirchgasse 7 (Karte)                                                                                               | 16. Jahrhundert | Charakteristisches Beispiel eines schlichten Freiberger Kleinbürgerhauses aus der Renaissance mit schmalem Grundriss und Steildach, heutige Form nach 1800, Akzente setzten die durchgehende Schleppluke und eine Fledermausgaupe, bau- und stadtentwicklungsgeschichtlich bedeutend, im Zusammenhang mit unverwechselbarem Straßenzug auch städtebaulich von Belang, seit 2019 zugehörig zur Kernzone des UNESCO-Welterbes Montanregion Erzgebirge/Krušnohoří | 09200529 |
|                                         | Wohnhaus in halboffener Bebauung | Kirchgasse 8 (Karte)                                                                                               | 16. Jahrhundert | Im Barock überformter Renaissancebau, bau- und stadtentwicklungsgeschichtlich bedeutend, seit 2019 zugehörig zur Kernzone des UNESCO-Welterbes Montanregion Erzgebirge/Krušnohoří | 09200515 |
|                                         | Wohnhaus in geschlossener Bebauung | Kirchgasse 9 (Karte)                                                                                               | Nach 1588; 1. Viertel 19. Jahrhundert | Im frühen 19. Jahrhundert überformtes Kleinbürgerhaus aus der Renaissancezeit, bau- und stadtentwicklungsgeschichtlich bedeutend, im Zusammenhang mit unverwechselbarem Straßenzug auch städtebaulich von Belang, seit 2019 zugehörig zur Kernzone des UNESCO-Welterbes Montanregion Erzgebirge/Krušnohoří | 09200530 |
| Weitere Bilder                          | Oberbergamt mit Hintergebäude | Kirchgasse 11 (Karte)                                                                                              | Um 1530 (östlicher Gebäudeteil) | Repräsentativ, mit breit gelagerter, vielachsiger Straßenfassade mit Stabwerkgewänden, Stabwerkrundbogenportal (rechte Hälfte) und einfach profilierten Fenstern (linke Hälfte) sowie fledermausgaupenbesetztem Steildach, im zentralen Teil (rechte Hälfte) das spätgotische Freihaus der Familie Schönlebe, darin in Erd- und Obergeschoss Hallen mit Stern- und Netzgewölben, Sitznischenportal, 1679 bis 1945 Sitz des Oberbergamtes (wieder seit 1991), künstlerisch, bau-, orts-, stadtentwicklungs- und bergbaugeschichtlich wertvoll, auf Grund der reichen Ausstattung von singulärer Bedeutung, im Zusammenhang mit unverwechselbarem Straßenzug auch städtebaulich von Belang, seit 2019 zugehörig zur Kernzone des UNESCO-Welterbes Montanregion Erzgebirge/Krušnohoří | 09200535 |
| Direkt Bild zu diesem Denkmal hochladen | Keller | Kirchgasse 12a, 12b (Karte)                                                                                        | 13.–15. Jahrhundert | Bau- und stadtentwicklungsgeschichtlich bedeutend, seit 2019 zugehörig zur Kernzone des UNESCO-Welterbes Montanregion Erzgebirge/Krušnohoří | 09200532 |
|                                         | Wohnhaus in geschlossener Bebauung | Kirchgasse 13 (Karte)                                                                                              | 1590/1595 | Bürgerhaus der Renaissance mit typischem Achsenverhältnis, Sitznischenportal und Steildach, später leicht überformt, künstlerisch, bau- und stadtentwicklungsgeschichtlich bedeutend, im Zusammenhang mit unverwechselbarem Straßenzug auch städtebaulich von Belang, seit 2019 zugehörig zur Kernzone des UNESCO-Welterbes Montanregion Erzgebirge/Krušnohoří | 09200537 |
|                                         | Keller | Kirchgasse 14 (Karte)                                                                                              | 13.–15. Jahrhundert | Bau- und stadtentwicklungsgeschichtlich bedeutend, seit 2019 zugehörig zur Kernzone des UNESCO-Welterbes Montanregion Erzgebirge/Krušnohoří | 09200533 |
|                                         | Vierflügelanlage mit allen Gebäuden (Schönbergscher Hof) | Kirchgasse 15 (Brennhausgasse 12) (Karte)                                                                          | 1682 unter Verwendung älterer Bauteile | Schlichte, frühbarocke Anlage mit Innenhof, am rückwärtigen Gebäude runder Treppenturm, in Tordurchfahrt eindrucksvolle Kreuzgratgewölbe, markantes Rundbogentor, Wohnsitz der Oberberghauptmänner Abraham von Schönberg (gest. 1711) und von Trebra (gest. 1819), Besuch Goethes 1810 (Gedenktafel), künstlerisch, bau-, orts-, personen- (Erinnerungswert) und stadtentwicklungsgeschichtlich wertvoll, auf Grund der Ausstattung von singulärer Bedeutung, im Zusammenhang mit unverwechselbarem Straßenzug auch städtebaulich von Belang, seit 2019 zugehörig zur Kernzone des UNESCO-Welterbes Montanregion Erzgebirge/Krušnohoří | 09200536 |
|                                         | Wohnhaus in geschlossener Bebauung | Kirchgasse 16 (Karte)                                                                                              | 1863 | Kleinbürgerhaus aus dem 19. Jahrhundert, stadtbaugeschichtlich bedeutend, im Zusammenhang mit unverwechselbarem Straßenzug auch städtebaulich von Belang, seit 2019 zugehörig zur Kernzone des UNESCO-Welterbes Montanregion Erzgebirge/Krušnohoří | 09200534 |
|                                         | Wohnhaus in geschlossener Bebauung | Kirchgasse 18 (Karte)                                                                                              | Frühes 19. Jahrhundert, im Kern älter | Gebäude aus dem frühen 19. Jahrhundert, im Kern wohl älter, stadtentwicklungsgeschichtlich bedeutend, seit 2019 zugehörig zur Kernzone des UNESCO-Welterbes Montanregion Erzgebirge/Krušnohoří | 09201119 |
|                                         | Wohnhaus in geschlossener Bebauung (Domkeller) | Kirchgasse 20 (Karte)                                                                                              | Um 1516 | Charakteristisches Freiberger Bürgerhaus aus dem 16. Jahrhundert mit Steildach, markant die seitliche Durchfahrt in die Domgasse, bau- und stadtentwicklungsgeschichtlich bedeutend, im Zusammenhang mit unverwechselbarem Straßenzug auch städtebaulich von Belang, seit 2019 zugehörig zur Kernzone des UNESCO-Welterbes Montanregion Erzgebirge/Krušnohoří | 09200538 |
|                                         | Wohnhaus in geschlossener Bebauung und Ecklage (Alnpeck-Haus) | Korngasse 1 (Karte)                                                                                                | Um 1510 | Ehemaliges Patrizierhaus der vermögenden Freiberger Familie Alnpeck, charakteristisches spätgotisches Gebäude mit Vorhangbogenfenstern im ersten Obergeschoss, Eckerker und wertvoller Substanz im Innern, bis 1556 letzter Ort der Freiberger Münze, künstlerisch, bau-, orts- und stadtentwicklungsgeschichtlich bedeutend, innerhalb des Marktensembles von einzigartiger städtebaulicher Bedeutung (singulär), seit 2019 zugehörig zur Kernzone des UNESCO-Welterbes Montanregion Erzgebirge/Krušnohoří | 09200601 |
|                                         | Fassade, Giebelwände und Keller eines Wohnhauses in geschlossener Bebauung | Korngasse 2 (Karte)                                                                                                | 1614 | Ehemaliges Kleinbürgerhaus des 16. Jahrhunderts, später leicht überformt (Anfang des 17. Jahrhunderts), stadtentwicklungsgeschichtlich bedeutend, seit 2019 zugehörig zur Kernzone des UNESCO-Welterbes Montanregion Erzgebirge/Krušnohoří | 09200603 |
|                                         | Wohnhaus in geschlossener Bebauung | Korngasse 4 (Karte)                                                                                                | Um 1875 | Gründerzeitbau mit klar gegliederter Fassade, stadtentwicklungsgeschichtlich bedeutend, seit 2019 zugehörig zur Kernzone des UNESCO-Welterbes Montanregion Erzgebirge/Krušnohoří | 09200604 |
| Weitere Bilder                          | Wohn- und Geschäftshaus in Ecklage und geschlossener Bebauung | Korngasse 6 (Karte)                                                                                                | Bezeichnet mit 1884 | Eines der reichsten und repräsentativsten Gründerzeithäuser Freibergs, zudem noch die originalen Ladeneinbauten erhalten, künstlerisch, bau- und stadtentwicklungsgeschichtlich bedeutend, seit 2019 zugehörig zur Kernzone des UNESCO-Welterbes Montanregion Erzgebirge/Krušnohoří | 09200618 |
|                                         | Gasthofsgebäude (ehemals Roter Hirsch) | Korngasse 7 (Karte)                                                                                                | Um 1578 | Historischer Freiberger Gasthof, Substanz aus dem 16. Jahrhundert (profilierte Fenstergewände), bau-, orts- und stadtentwicklungsgeschichtlich bedeutend, seit 2019 zugehörig zur Kernzone des UNESCO-Welterbes Montanregion Erzgebirge/Krušnohoří | 09200617 |
| Weitere Bilder                          | Doppelmietshaus in geschlossener Bebauung | Korngasse 10, 12 (Karte)                                                                                           | Um 1900 | Ausgesprochen repräsentativer Gründerzeitbau mit Ladenzone, Klinker-Sandstein-Fassade (verschiedenfarbige Klinker), bau- und stadtentwicklungsgeschichtlich bedeutend, seit 2019 zugehörig zur Kernzone des UNESCO-Welterbes Montanregion Erzgebirge/Krušnohoří | 09200616 |
|                                         | Speicherbau mit angebautem Eckturm (Kornhaus) | Korngasse 14 (Karte)                                                                                               | Um 1510 | Mehrgeschossiges Gebäude mit hohem Satteldach und charakteristischen Blendnischengiebeln, aus Bruchstein- und Ziegelmauerwerk, im Innern der spätgotische Dachstuhl bemerkenswert, bau-, militär- (als Teil der Stadtbefestigung), orts-, stadtentwicklungsgeschichtlich bedeutend als einer der ältesten und eindrucksvollsten Speicherbauten Sachsens singulär, seit 2019 zugehörig zur Kernzone des UNESCO-Welterbes Montanregion Erzgebirge/Krušnohoří | 09200614 |
|                                         | Wohnhaus in halboffener Bebauung | Kreuzgasse 1 (Karte)                                                                                               | Um 1800 | Wohngebäude zur benachbarten Manufaktur (Manufaktur 1830 zur katholischen Kirche umgebaut und Wohnhaus der Manufaktur zum Pfarrgebäude umgenutzt, zeitweilig), marktanter klassizistischer Bau der Biedermeierzeit mit hervorgehobenem Eingangsportal, Schauseite mit Lisenengliederung, bau- und ortsgeschichtlich bedeutend, seit 2019 zugehörig zur Kernzone des UNESCO-Welterbes Montanregion Erzgebirge/Krušnohoří | 09300812 |
| Weitere Bilder                          | Katholische Pfarrkirche St. Johannis der Täufer | Kreuzgasse 3 (Karte)                                                                                               | 1830 | Ehemaliges Manufakturgebäude, 1830 zur katholischen Kirche umgebaut, markante Saalkirche mit historisierender Fassade, Satteldach und Dachreiter, Zeugnis der Kirchenbaukunst des ausgehenden 19. Jahrhunderts, baugeschichtlich bedeutend, seit 2019 zugehörig zur Kernzone des UNESCO-Welterbes Montanregion Erzgebirge/Krušnohoří | 09200550 |
|                                         | Mietshaus in geschlossener Bebauung | Kreuzgasse 4 (Karte)                                                                                               | 1907 | Charakteristisches historisierendes Gebäude, Ensemblewirkung mit Nr. 6 und Herderstraße 10, stadtentwicklungsgeschichtlich bedeutend, seit 2019 zugehörig zur Kernzone des UNESCO-Welterbes Montanregion Erzgebirge/Krušnohoří | 09200552 |
|                                         | Wohnhaus in geschlossener Bebauung | Kreuzgasse 5 (Karte)                                                                                               | 1616/1617 | Bürgerhaus der Renaissance mit Steildach (die Fenstergewände wohl abgearbeitet), im 18. Jahrhundert überformt, im Innern Fensterarchitektur aus Halbsäulen und Konsolen sowie Wandmalereien, künstlerisch, bau- und stadtentwicklungsgeschichtlich wertvoll, auf Grund der Ausstattung zudem singulär (Seltenheitswert), seit 2019 zugehörig zur Kernzone des UNESCO-Welterbes Montanregion Erzgebirge/Krušnohoří | 09200549 |
|                                         | Mietshaus in geschlossener Bebauung | Kreuzgasse 6 (Karte)                                                                                               | 1906 | Beispiel der Architektur der Frühen Sachlichkeit nach 1900, Ensemblewirkung mit Nr. 4 und Herderstraße 10, bau- und stadtentwicklungsgeschichtlich bedeutend, seit 2019 zugehörig zur Kernzone des UNESCO-Welterbes Montanregion Erzgebirge/Krušnohoří | 09200551 |
|                                         | Zwei Wohnhäuser über L-förmigem Grundriss (Dunkelhof) | Kreuzgasse 7 (Karte)                                                                                               | Nach 1519 (traufständiges Wohnhaus); nach 1525 (giebelständiges Wohnhaus) | Westliches traufseitiges Gebäude mit vier unregelmäßig angeordneten Fensterachsen, segmentbogenförmiger Toreinfahrt und Steildach einschließlich durchgehender Schleppluke, im Innern schlichte Bohlendecke, östliches Gebäude mit Treppengiebel und neogotischer Fassadengestaltung, gehört zu den wenigen Freiberger Giebelhäusern, Anwesen Geburts- und Wohnhaus des Freiberger Architekten Eduard Heuchler, künstlerisch, bau-, orts- und stadtentwicklungsgeschichtlich bedeutend, auf Grund der Ausstattung (Balkendecke) auch singulär (Seltenheitswert), seit 2019 zugehörig zur Kernzone des UNESCO-Welterbes Montanregion Erzgebirge/Krušnohoří | 09200548 |

## Ehemalige Denkmäler
| Bild                                    | Bezeichnung                                    | Lage                   | Datierung                                   | Beschreibung | ID       |
| --------------------------------------- | ---------------------------------------------- | ---------------------- | ------------------------------------------- | --- | -------- |
| Direkt Bild zu diesem Denkmal hochladen | Wohnhaus in geschlossener Bebauung             | Donatsgasse 10 (Karte) | 18. Jahrhundert (möglicherweise noch älter) | Charakteristisches Kleinbürgerhaus mit Steildach und Segmentbogenportal, bau- und stadtentwicklungsgeschichtlich bedeutend, zudem im Zusammenhang mit Ensemble der Donatsgasse von städtebaulichem Wert. Zwischen 2013 und 2023 von der Denkmalliste gestrichen. | 09200836 |
|                                         | Stützmauer (siehe Aschegasse)                  | Gerbergasse (Karte)    | 18.–19. Jahrhundert                         | Zwischen 2013 und 2022 von der Denkmalliste gestrichen. | 08992430 |
|                                         | Wohnhaus in halboffener Bebauung               | Gerbergasse 8 (Karte)  | 16.–18. Jh                                  | Städtebaulich wichtiger Eckbau, als Gebäude aus dem 16. bis 18. Jahrhundert zudem von architektur- und stadtentwicklungsgeschichtlichem Wert. Zwischen 2013 und 2022 von der Denkmalliste gestrichen.                                                            | 09200637 |
|                                         | Wohnhaus in Ecklage und geschlossener Bebauung | Kesselgasse 16 (Karte) | 16. und 18. Jahrhundert                     | Als original erhaltenes Gebäude aus der Renaissance bau- und stadtentwicklungsgeschichtlich bedeutend. Im Sommer/Herbst 2013 teilabgerissen, zwischen 2013 und 2022 von der Denkmalliste gestrichen.                                                             | 09200505 |
| Direkt Bild zu diesem Denkmal hochladen | Erdgeschosswände mit Sandsteinportal           | Kesselgasse 23 (Karte) | Bezeichnet mit 1734                         | Reste eines Manufakturgebäudes vor allem aus dem 18. Jahrhundert, gewisser stadtentwicklungsgeschichtlicher Wert. Zwischen 2009 und 2014 abgerissen. | 09200678 |
| Direkt Bild zu diesem Denkmal hochladen | Wohnhaus in geschlossener Bebauung             | Korngasse 5 (Karte)    | Bezeichnet mit 1550 und bezeichnet mit 1953 | Charakteristisches Renaissancegebäude, mit profilierten und architravierten Fenstergewänden sowie reicher Substanz im Innern, bau- und stadtentwicklungsgeschichtlich bedeutend. Zwischen 2002 und 2009 abgerissen.                                              | 09200602 |

## Tabellenlegende
- Bild: Bild des Kulturdenkmals, ggf. zusätzlich mit einem Link zu weiteren Fotos des Kulturdenkmals im Medienarchiv Wikimedia Commons. Wenn man auf das Kamerasymbol klickt, können Fotos zu Kulturdenkmalen aus dieser Liste hochgeladen werden:
- Bezeichnung: Denkmalgeschützte Objekte und ggf. Bauwerksname des Kulturdenkmals
- Lage: Straßenname und Hausnummer oder Flurstücknummer des Kulturdenkmals. Die Grundsortierung der Liste erfolgt nach dieser Adresse. Der Link (Karte) führt zu verschiedenen Kartendiensten mit der Position des Kulturdenkmals. Fehlt dieser Link, wurden die Koordinaten noch nicht eingetragen. Sind diese bekannt, können sie über ein Tool mit einer Kartenansicht einfach nachgetragen werden. In dieser Kartenansicht sind Kulturdenkmale ohne Koordinaten mit einem roten bzw. orangen Marker dargestellt und können durch Verschieben auf die richtige Position in der Karte mit Koordinaten versehen werden. Kulturdenkmale ohne Bild sind an einem blauen bzw. roten Marker erkennbar.
- Datierung: Baubeginn, Fertigstellung, Datum der Erstnennung oder grobe zeitliche Einordnung entsprechend des Eintrags in der sächsischen Denkmaldatenbank
- Beschreibung: Kurzcharakteristik des Kulturdenkmals entsprechend des Eintrags in der sächsischen Denkmaldatenbank, ggf. ergänzt durch die dort nur selten veröffentlichten Erfassungstexte oder zusätzliche Informationen
- ID: Vom Landesamt für Denkmalpflege Sachsen vergebene, das Kulturdenkmal eindeutig identifizierende Objekt-Nummer. Der Link führt zum PDF-Denkmaldokument des Landesamtes für Denkmalpflege Sachsen. Bei ehemaligen Kulturdenkmalen können die Objektnummern unbekannt sein und deshalb fehlen bzw. die Links von aus der Datenbank entfernten Objektnummern ins Leere führen. Ein ggf. vorhandenes Icon  führt zu den Angaben des Kulturdenkmals bei Wikidata.